# インド料理

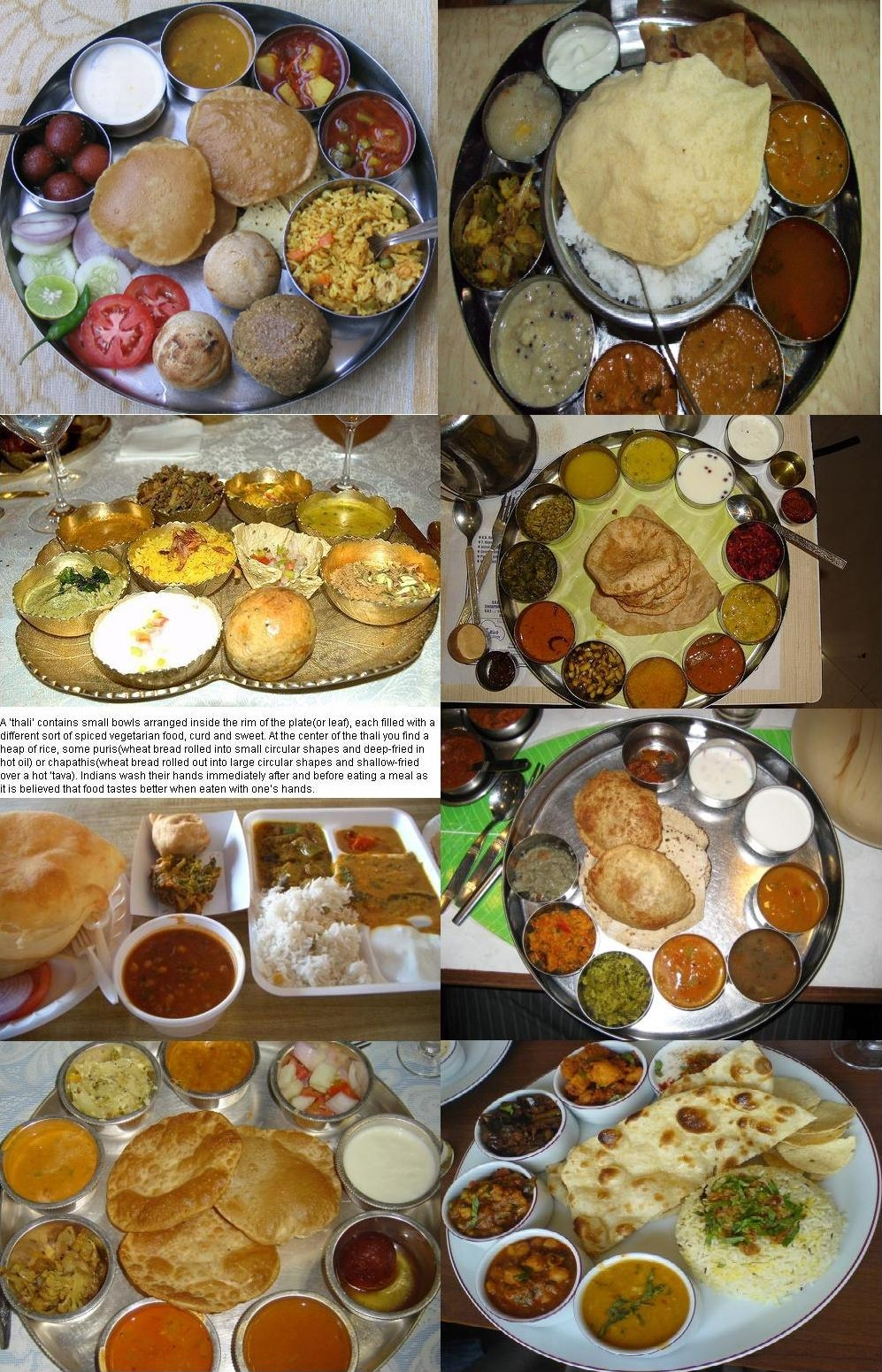
さまざまなインド料理

インド料理（インドりょうり）は、インドに起源を持つ料理。特徴としては、様々なスパイスやハーブを多用することであるが、インドは広大であり、地域や民族、宗教、階層などにより、その食文化はきわめて多様である。

## 概要
インド料理は先住民族であるドラヴィダ人の食文化と、中東からやってきてムガル帝国を打ち立てたムスリム文化が混ざったものと言える。
大きく分類するなら「北インド料理」と「南インド料理」とに区分される。北インド料理はムスリム文化の影響が強く、南インド料理は逆にムスリム文化の影響が薄くドラヴィダ人の文化が色濃く残っている。
北インド料理は、独特なスパイス使い方で魚や野菜を多用する西インド料理や、キリスト教徒、パールシー教徒、ジャイナ教徒などの食文化が反映された東インド料理とに細分できる。南インド料理も同様に細分化が可能である。
さらに、北インド料理、南インド料理という分類に加え、「インドレストラン料理」と「インド伝統料理」という分類も、インド料理を理解する上では重要な分類となる。例えば、北イント料理の代表的な料理としてはナン、バターチキンカレー、タンドリーチキンといったものが挙げられるが、これらは全てインドレストラン料理である。インドでは、近代まで外食文化がほとんど発展していなかった。近代以降になって、ヨーロッパ、特にイギリスの外食文化を取り入れつつ発展した新しい料理体系がインドレストラン料理である。タンドール窯を西洋料理におけるオーブンのように活用して作るナンやグリル料理を提供するスタイル、タマネギのペーストをベースとした汎用カレーソースを各種のカレーの調理に使い回す手法は、インドレストラン料理の特徴でもある。
高級なレストラン料理と日常的な料理とは、同じ食文化を背景としているが、なにかしらかの明確な違いがあるのはインド料理に限らず、日本の食文化についても言えることではある。

## 多様な食文化
インド各地の食文化の多様な例として、コルカタなどのベンガル地方およびムンバイ以南の沿岸各地における魚介料理、パンジャーブ地方やデリー周辺地域におけるタンドリーチキンをはじめとする肉料理が挙げられる。また、南インドはインド国内でも特にヒンドゥー教徒の数が多く、グジャラート州ではジャイナ教がさかんであることから野菜料理にもそれぞれ特徴的なものがある。
インド料理は、民族や宗教によって料理も変化し、その食文化はきわめて多様であるが、基本的にはスパイスを多く用い、乳製品や油脂も多用される。伝統食には、北インド料理、南インド料理、ベンガル料理、ゴア料理がある。

## 地域による分類
主食は北のほうが粉食（小麦）で、南のほうが米と言える。
西はムンバイ、東はベンガルの手前までが粉食圏であり、ゴア州以南が米食圏となっている。中間に位置するハイデラバードなどは、ムスリム文化圏でもあり、粉食が基本ではあるが、祝い事の際には米のビリヤニを食するというふうに小麦も米も食べる独自の食文化圏ともなっている。
近隣諸国の料理として、北のネパール料理、西のパキスタン料理、東のバングラデシュ料理なども関連性がある。

### 北インド料理

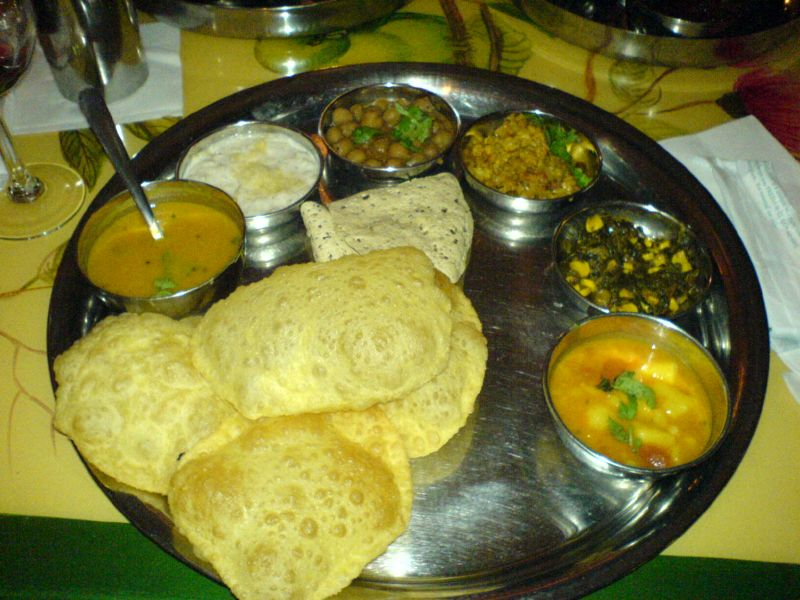
北インドのターリー

北インドの料理はイランやアフガニスタンなど中東の食文化の影響を強く受けている。小麦産地であることを反映してナン 、チャパティー、ロティといったパンを主食とすることが多い。牛乳やダヒ（ヨーグルト）、パニール（フレッシュチーズ）、ギー（澄ましバター）などの乳製品を用い、スパイスとしてクミン、コリアンダー、シナモン、カルダモンおよびこれらを配合したガラムマサラなどを多用する。米は香り高いバスマティ種が好まれる。タンドリーチキンなど、タンドールを用いた調理法も北インド料理の特徴の1つである。菜食主義者は南部インドよりは少なく、北部は南部よりも平均気温が摂氏5度前後低いためもあって、体温維持のために脂肪分の多い食事が好まれる。
ターリーと呼ばれる盛り付け形式が定番である。
インド国外のインド料理レストランは、パンジャーブ料理とムガル帝国の宮廷料理（ムガル料理）を提供する北インド料理店がほとんどである。

#### 西インド料理
西インドの料理は他の地域の特徴が入り混じっているが、小麦粉や穀類をパンやご飯の形で主食にすることが多い。菜食主義者が多いグジャラート州以外では、ナッツ類を合わせた肉や魚料理が充実している。

#### グジャラート料理
グジャラート州は厳格な菜食主義者であるジャイナ教徒の住民比率が高いため、野菜料理が豊富である。野菜であっても、刺激が強いタマネギやニンニクは使用されず、素材の持ち味を引き出すようなスパイス使いをする。
酪農が盛んであり、牛乳やヨーグルトをふんだんに使うのも特徴に挙げられる。
ターリーの形式で、盆状の器に野菜カレー、チャトニ、デザートなどの小皿が多数乗せて提供される。

#### ベンガル料理

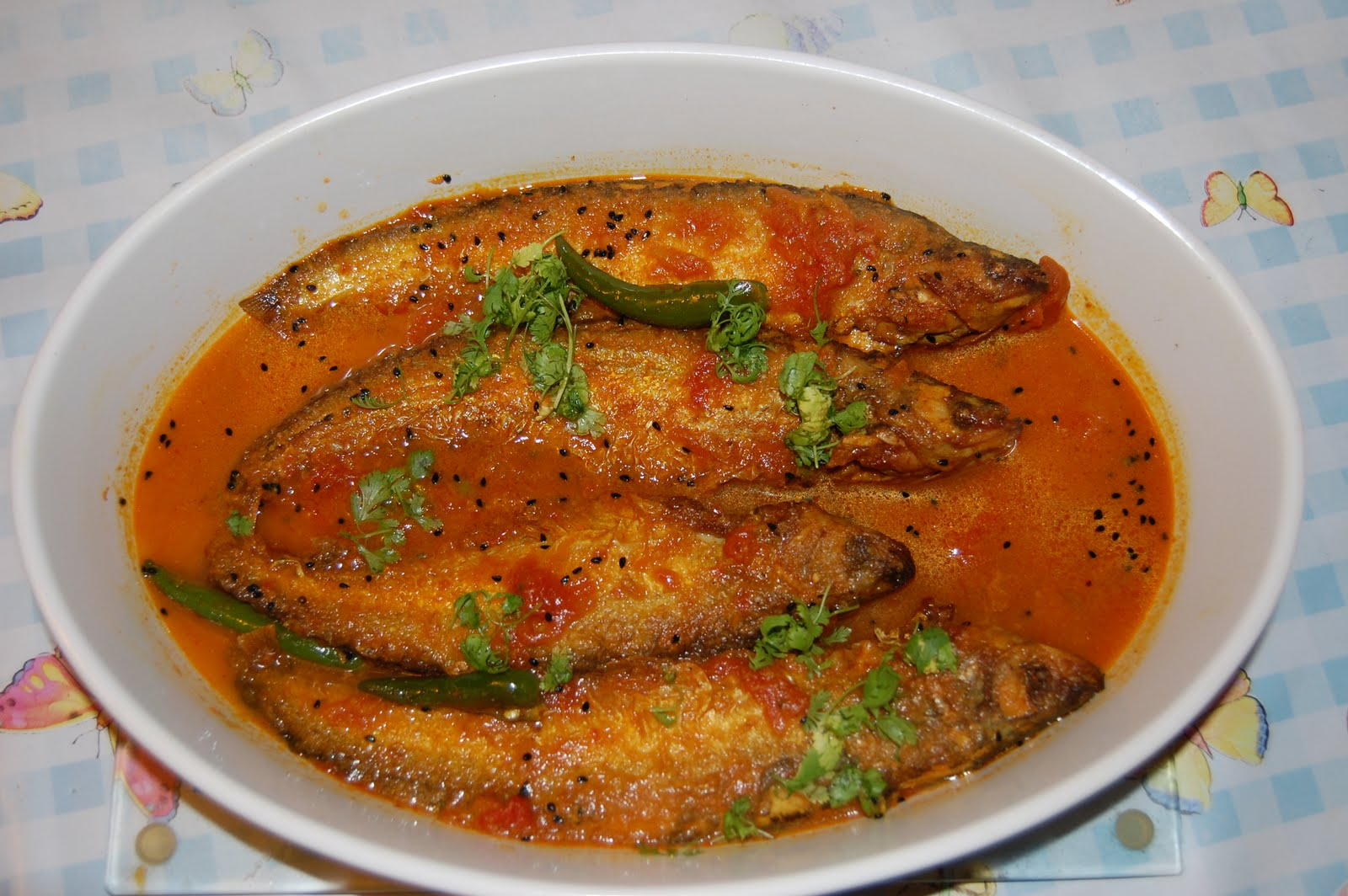
ベンガルのフィッシュカレー

東インドのベンガル地方は1947年にパキスタンが分離独立したことで東パキスタンとなり、バングラデシュとなったが、長らく同一地域でもあったことから、ベンガル料理とバングラデシュ料理は、ほぼ同じ特徴を持つ。
ガンジス川下流のデルタ地帯に位置することから、淡水魚の料理が好まれる。稲作が盛んなこともあり、主食は米。フェンネルシード、ニオイクロタネソウの種、フェヌグリーク、クロガラシの種、クミンを合わせたパンチフォロンという配合香辛料を風味づけによく用いる。その他、白いケシの実（ポスト、posto）をしばしば煮込み料理やチャツネなどに用いるのが特徴である。
魚の頭を用いるフィッシュヘッド・カレーなど、この地方特有の料理も多い。

### 南インド料理

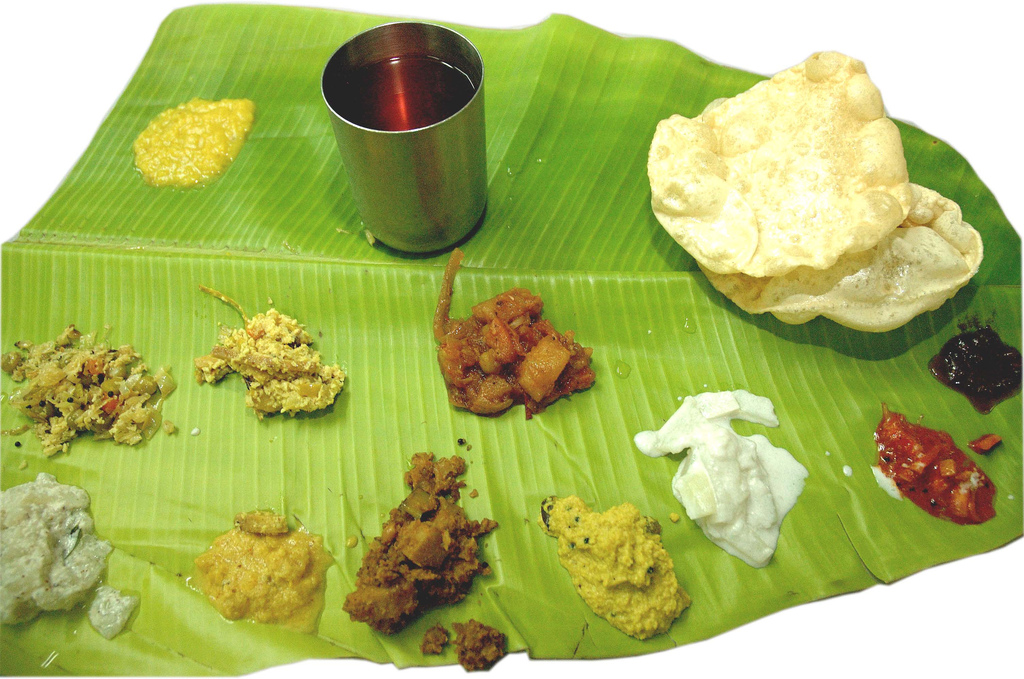
南インドのミールス

南インドの料理は米飯が主食となっており、乳製品よりもココナッツミルク (ヒンディー語: नारियल का दूध) を多用する。またスパイスも北インドのクミン (ヒンディー語: जीरा) の代わりにクロガラシ（ヒンディー語: सरसों）の種やカレーリーフ（オオバゲッキツの葉）を好んで用いる。油はギーよりもマスタードオイルやごま油が多く使われる。菜食主義者が多いため野菜や豆の料理が発達しているが、一方で魚を使った料理も多い。北インドで長粒種（インディカ種）が使われるのに対し、南インドの米は丸く、外見は短粒種（ジャポニカ種）に似ている。しかし粘り気は少なく、粘り気を抑えた炊飯法が好まれる。北インドほど油脂を使わないため、料理は比較的あっさりしている。
正餐（ミールス）は、バナナの葉を皿がわりにし、飯、サンバール、ラッサム、ヨーグルト、アチャール、チャトゥニー等を盛りつけ、手で混ぜて食べる。
ハイデラバード料理
ハイデラバードの料理。
南インドはヒンドゥー文化圏であるが、ハイデラバードは人口の4割がムスリムであり、食文化にも影響を与えている。
日本では骨付きのマトン肉や鶏肉を使用したハイデラバードビリヤニが知られ、南インド料理の代表とも思われているが、元はムガル帝国の宮廷料理の流れをくむ料理であり、肉を使用したビリヤニは南インドでは少数派の存在である。
肉を使用したカレー料理が充実しているだけでなく、ベジタリアン向けのカレー料理も多い。
タミル料理
バナナの葉を皿がわりにする正餐（ミールス）スタイルを始め、南インド料理のなかで多くのベジタリアン料理はタミル料理に分類される。
油を用いないあっさりした料理が多く、スパイスではカレーリーフやマスタードシードがよく用いられる。
チェティナード料理
タミル・ナードゥ州チェティナード地方の料理。中でもマドゥライは「食い倒れの町」と称されるほどである。
東南アジアやアフリカから豪商が持ち込んだスパイスと地元の料理が結びついた料理である。基本的には激辛料理であり、香辛料やハーブがふんだんに使用される。
ケララ料理
ケララ州の料理。
ココナッツの使用頻度が高いのが特徴。また、ケララ州は海に面していることから魚介類もよく使用される。
日本では南インド料理の代表のように思われているが、南インド料理の中ではケララ料理は個性派と言える。
スリランカ料理
なかでもシンハラ料理はケララ料理の影響を強く受けている。
ケララ料理同様にココナッツミルク、ココナッツオイルを使用するが、さらにモルディブフィッシュが使用されるのが特徴。
インドのカレーと比べると複雑味に欠けるとも言えるが、シンプルな味わいはインド以外の外国人には好まれている。

### ゴア料理

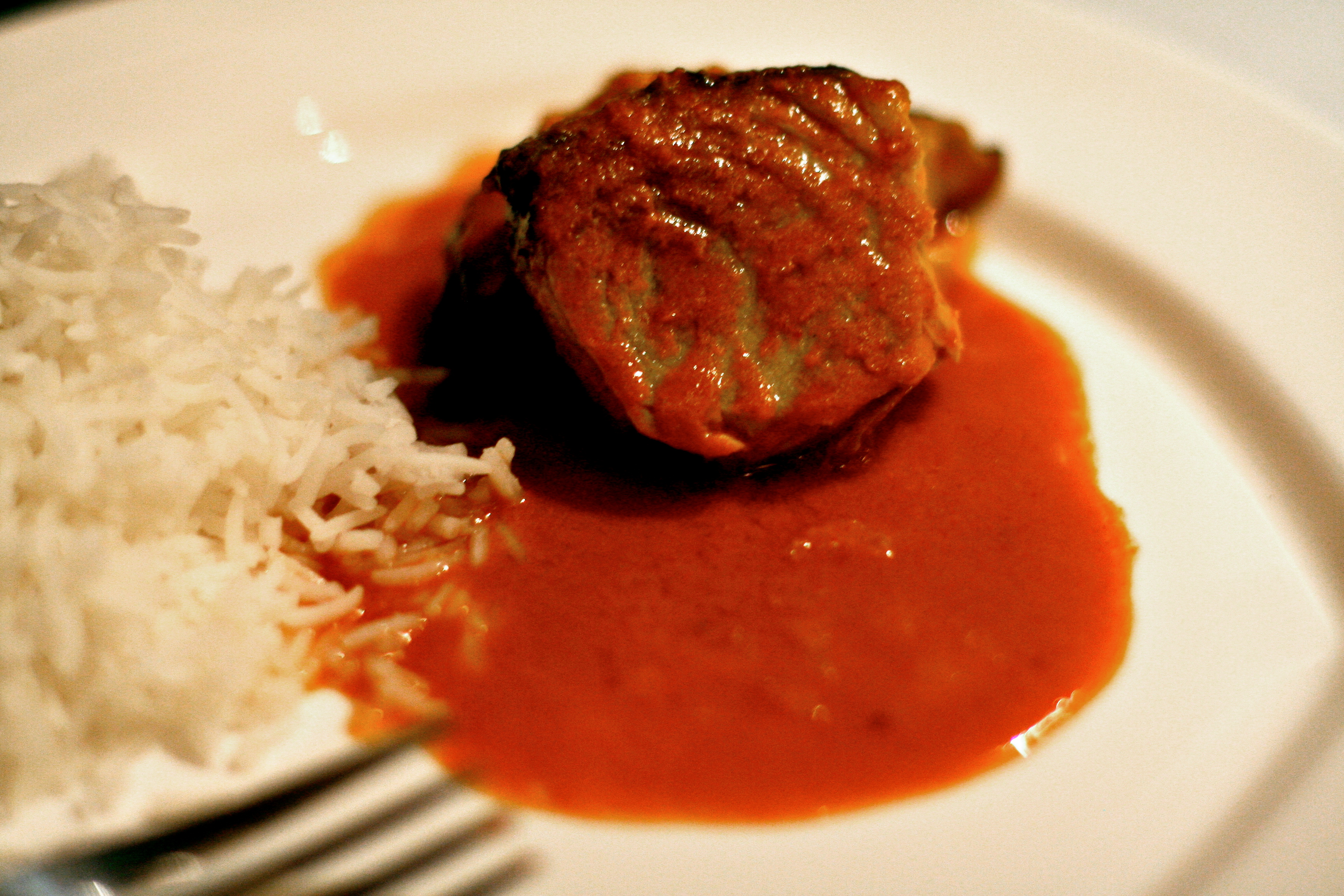
伝統的なゴアのフィッシュカレー

ゴア州は南北インドの境界線上に位置しており、北インドと南インドのどちらの食文化圏に属しているとも言い難い。それどころか、もっとも「非インド的」な食文化圏でもある。
20世紀半ばまでポルトガル領インドであったことから、インドでは不浄として食用されない豚肉を使用する料理も多く、豚肉を酢やスパイスでマリネしたポーク・ヴィンダルーなどが知られる。
アメリカ大陸を原産とするジャガイモ、トマト、トウガラシはポルトガルを経由してゴアに持ち込まれ、インド全体に普及していったものとされる。
ココナッツミルクの甘味とタマリンドの酸味を利かせたフィッシュカレーはゴアの名物として知られる。

## 菜食料理と非菜食料理
戒律を理由として、ヒンドゥー教徒の上位カーストの者やジャイナ教の菜食主義のための料理が古くから発達している。その他にも、ヒンドゥー教、仏教、ジャイナ教、シク教など菜食をする宗教が多い。イード・アル＝アドハーなど肉の消費が宗教儀礼の中で重要な位置を占めるイスラム教では肉食が肯定される。また、屠畜業に携わるダリット（不可触民）の社会では、肉を食事に取り入れてきた長い伝統がある。このように、インドの菜食と非菜食の伝統は宗教やカーストとの関係が深く、街のレストランでは菜食主義者と非菜食主義者の席は明確に分けられており、両者が同席することはない。
インドの菜食料理では、脂やゼラチンなどを含む一切の動物の肉や動物を原料とする食材を使用せず、卵も使用しない。しかし動物を傷つけずに得られる乳製品はよく使用され、インドの菜食主義者のほとんどは乳菜食主義者（ラクトヴェジタリアン）である。さらに各種の豆類、穀類、ナッツなども使用する為、栄養学的に肉食は必要ともされていない。ヒンドゥー教やシーク教の寺院で参拝者に無料でふるまわれる聖餐は菜食料理である。
ジャイナの中でも最も敬虔な信者は、植物であっても葉、茎、豆だけを食べ、ニンジン (ヒンディー語: ग़ाजल) や大根 (ヒンディー語: मूली) 、ニンニク (ヒンディー語: लहसुन) 、タマネギ (ヒンディー語: प्याज़) 、芋などの根の部分を食べない。これは「土中の虫などの生き物を殺さないため」ということが理由の一つである。さらに「その部分が“体”にあたる」という考え、つまり枝葉ではなく本体部分を殺すことにつながるとの考えから、できる限り植物さえも殺生することを避けることによる。同様に、ハチを殺す危険の大きい蜂蜜なども摂らない。タマネギやニンニクなど五葷の摂取を避ける習慣はバラモンにも見られる。一方、西ベンガル州やアッサム州など東インドの菜食主義者は魚も食べるペスクタリアンであることが多い。
非菜食の料理にも多くの種類があり、中央アジアからムスリムの征服者によって伝えられたものが多い。戒律上、全てのヒンドゥーは牛を聖なるものとして食べず、全てのムスリムは豚を汚れているものとして食べないので、一般にそれら由来の物は使われず、鶏肉、羊肉、山羊肉、魚介類などが非菜食料理の主な食材となる。最もよく食べられる肉は比較的値段の安い山羊肉で、インドではマトンと英訳される慣例があるが羊の肉ではない。鶏肉は比較的値段が高い。インド国民の所得が増加するに従い、食肉の消費量は増加している。

## 「カレー」とインド料理
インドにおける「カレー」（「カリー」）という言葉は、外来語である。インドの人たちにとって、香辛料を使った煮込み料理は数多くあり、それぞれをそれぞれの料理名で呼ぶものである。香辛料を多用するインドの料理を全て「カレー」と呼ぶのは、日本料理で言えば醤油を使ったおかずを全て同じ名前で呼ぶような乱暴な呼び方である。カレーの語源には諸説あるが、タミル語で「食事」を意味する「kaRi」という説が有力である。
そういう状況をよく知っている人間は、逆に「インドに『カレー』はない」と述べる場合もある。ただし旧支配国のイギリスが、一部のインド料理をカレーという名前でイギリス料理に取り入れたことにより、世界中に普及したのも事実である。インド人自身も、インド以外の国の人々向けにわかりやすく説明する上で、この「カレー」という言葉を使うようになっており、内外のインド料理店で「具材＋カレー」とメニューに表記している例は多い。例えばラース・ビハーリー・ボースは、当時の日本のカレーを元来のインドのカレーとは違うとして、本格的な「インドカレー」を伝えた人物であるが、「カレーという呼称は間違っている」とはしなかった。
カレー粉もイギリス人による発明品である（詳細は該当項目参照）。南インドにはほかにカリー・ポディという配合香辛料があり、「カレー粉」と英訳されることがあるが、味も原料も異なる。

## 「浄」と「不浄」
一般的なインド人の感覚として、右手は「浄」、左手は「不浄」のものとされる。そこで食事中に直接料理に触れるのはきれいに洗った右手のみであり、調理された食材の触感を楽しむため、また、本当に清潔であるものかどうかが不明であるため、スプーン・フォーク・ナイフなどの使用は基本的に嫌う。左手はトイレで用を足した際の処理をするためにも使われるため、せいぜい皿や水のグラスの外側に触れる程度に限られる。伝統的な作法ではスプーンなどを使わず、右手で直接パン類をちぎって汁物に浸すか、御飯を汁と混ぜて口に運ぶことになる。その際、親指・人差し指、中指までの指先の第二関節までを使うのがより上品とされる。ただし西洋の習慣に慣れた都会の人はスプーンやナイフを使うのにも抵抗がない傾向にある。また、ゆで卵の殻をむくときなど、どうしても両手を使わざるを得ない場合は両手を使う場合もある。
浄・不浄の感覚は、他にも徹底されており、揚げたり炒めたりする料理が多いのもインド料理の特徴である。これは、油で調理することで食品が浄化されるという観念に基づく。また食器に磁器・陶器よりも金属製のものが好んで使われるのも、土からできた前者よりも後者のほうが、より清浄であるとの考えからである。他者が手をつけた食べ物は穢れると考えられる。
さらにヒンドゥー教では、伝統的に「浄」と「不浄」の概念がカーストの概念に結びついている。下位カーストに属する人が触れた水や水分の多い食物は穢れると考えられ、かつては高位のカーストと下位のカーストに属する人同士が同じ席で食事をとることはおろか、水を受け渡すことすら忌避された。職業料理人には伝統的にバラモン出身者が多く、行楽や旅行に手作りの弁当を持参する習慣が根強く、家族が家で作った弁当を職場に配達するダッバーワーラーという業種が成立するのもこうした理由からである。近年でこそダリットの女性たちによるケータリング事業が成功した例もあるが、カースト差別が違法となった今日でも食にまつわる差別は報告されている。

## 食材と料理

### インド料理の食材

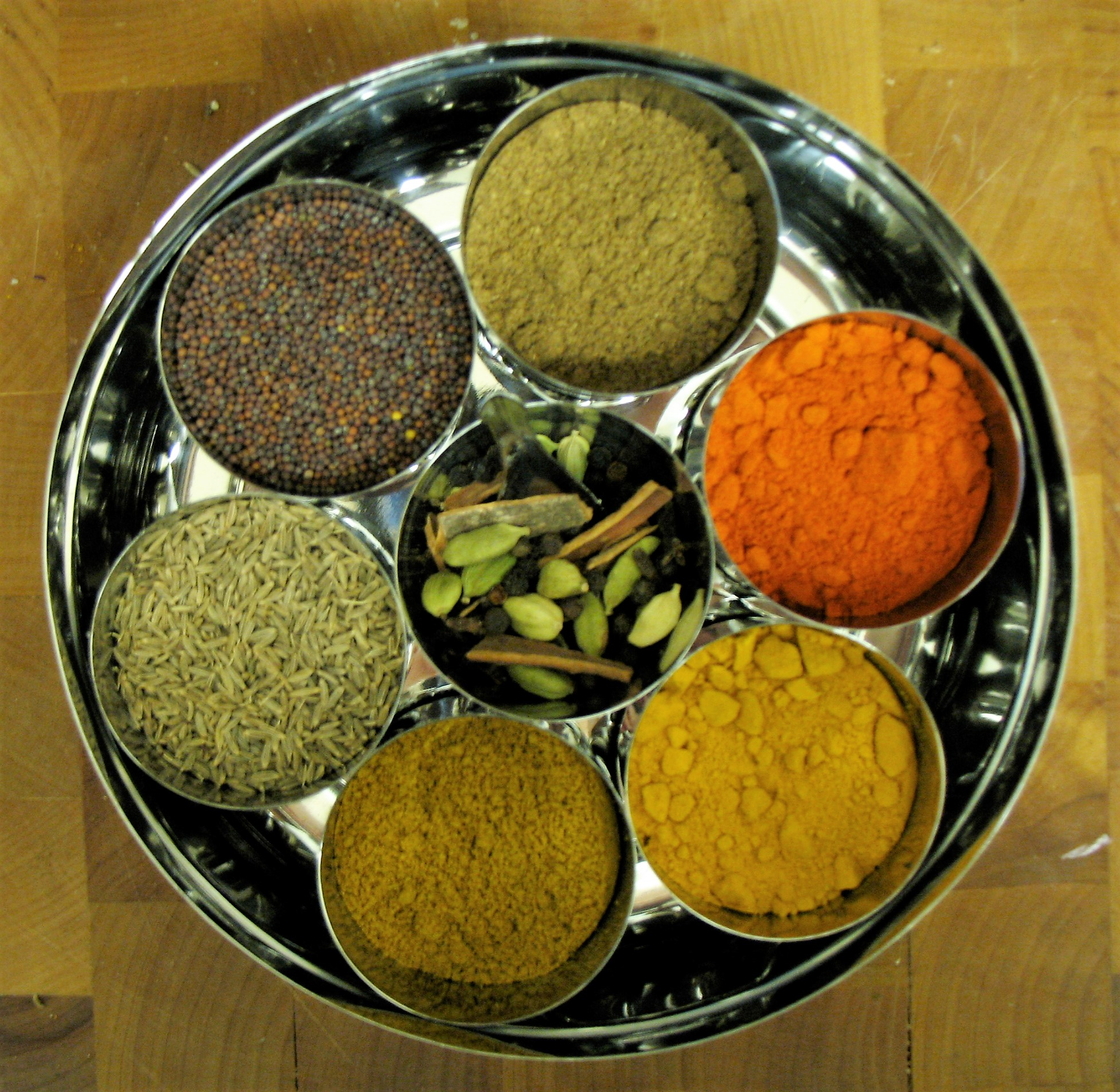
様々な香辛料

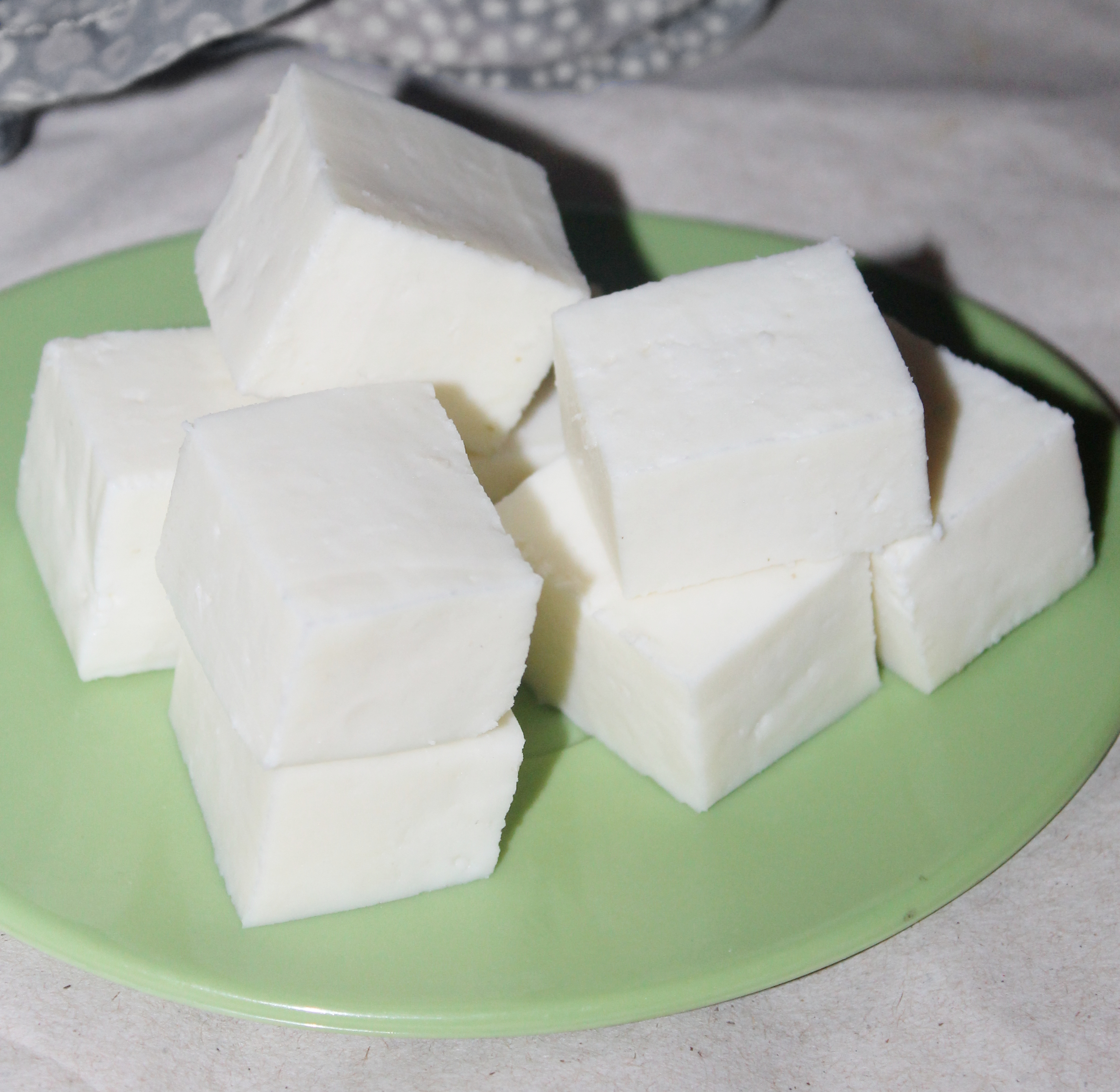
一般的に使用されるチーズ・パニール

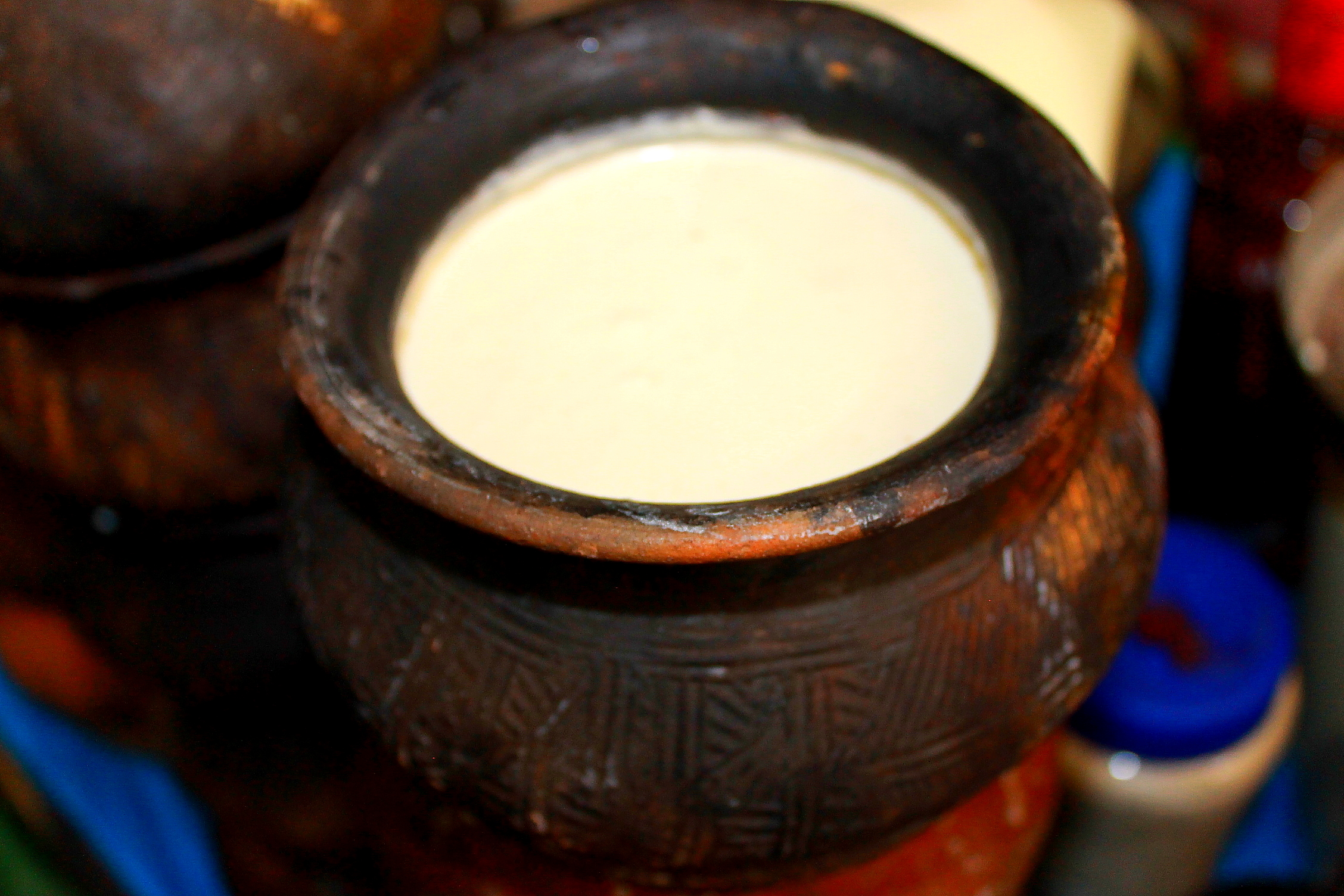
インドのヨーグルト・ダヒー

- カレーリーフ (ヒンディー語: कढ़ी पत्ता カリー・パッター) - オオバゲッキツの葉。南インドを中心に、スパイスと一緒に炒めて料理の風味づけに用いる。
- ワサビノキ  (タミル語: முருங்கை ムルンケイ) - 学名Moringa oleifera。果実を果菜としてサーンバールやラッサムの具とする。
- タマリンド (ヒンディー語: इमली イムリー) - 果肉を熱湯に溶かして甘酸っぱいチャトゥニーを作る。サーンバールやラッサムの酸味づけにも用いる。
- クラスタマメ - 別名グアー豆。若い莢をサブジなど野菜料理に用いる。
- ケツルアズキ（ヒンディー語: उड़द दाल ウラッド）- 皮を取り除いて二つに割ったものを煮てダールにする他、米と共にドーサの生地の主原料でもある。
- トウジンビエ（ヒンディー語: बाजरा バージュラー） - 種子を製粉してローティーなどのパンを作る。ハリヤーナー州、グジャラート州、ラージャスターン州、マディヤ・プラデーシュ州でよく食べられている。
- ザクロ（ヒンディー語: अनार アナール） - 粒を乾燥させたものをアナール・ダーナー（ヒンディー語: अनार दाना）と呼び、煮込み料理やチャツネ、ガラムマサラに加える。
- 唐辛子 - 15世紀新世界発見以後欧州にユーラシア大陸に伝わりイギリス東インド会社植民地時代にイギリス経由で伝来した比較的新しい香辛料。それ以前のインド料理には用いられていない。
  - カイエンペッパー - 辛味を加えるための材量として用いられる
  - ブート・ジョロキア - 東インド産の世界一辛いとされていた唐辛子。
- ティンブール - サンショウ属でありサンショウ同様辛味と香りを漬けるため見用いられる。ネパール-北インド周辺地域では唐辛子が伝来する前は辛料として主に用いられていた。
- ジンジャー／ガランガル - 辛味と香味を加えるために用いる。
- ヒハツ - デカン高原地域では唐辛子が伝来する前は辛料として主に用いられていた。
- フェヌグリーク（ヒンディー語: मेथी メーティー） - 種子を香辛料、葉を葉菜として利用する。
- アダン（ヒンディー語: केवड़ा キューラ）- 花から香料（エッセンス）を作り、菓子の香り付けに用いる。
- ベーサン (英: Besan、ヒンディー語: बेसन) - ヒヨコマメを挽いた粉。パコラの衣やデザートなどに用いる。
- マサラ（ヒンディー語: मसाला） - 配合香辛料の総称。ショウガ、ニンニクなど香味野菜が加わることもある。
- ガラムマサラ（ヒンディー語: गरम मसाला） - シナモン、クローブ、ナツメグを主とし、これにクミン、カルダモン、コショウなどを加えた配合香辛料。主に北インドで用いられる。
- チェナー (ヒンディー語: छेना)  - 乳蛋白を酸（レモン汁、ライムの汁、乳清など）で凝固させた、発酵させないフレッシュチーズ。主に菓子の材料とされる。
- パニール - 乳蛋白を酸（レモン汁、ライムの汁、乳清など）で凝固させた、発酵させないフレッシュチーズ。地域によってチェナーとも呼ぶ。インドの全てのチーズを指す。チェナーと同じくそのまま食べず加熱調理して食す。
- ダヒー (ヒンディー語: दही) - インドで作られるヨーグルトの一種。インド英語では「カード」（インド英語: curd）と表現される。おかずとしてそのまま食べる他、ラーイターやラッスィー、煮込み料理などに用いる。
- ギー (ghee, ヒンディー語: घी)  - バターを弱火で加熱して糖分をキャラメル化させ、乳脂肪分のみを濾した澄ましバターの一種。水分とタンパク質が取り除かれるため、気温の高い地方でも腐敗しにくく、キャラメル化による独特の香ばしさが好まれる。調理用油として用いる他、パンにつけて食べたり、溶かして飯にかけて食べることも多い。
- マライ（Malai） - インドのクロテッドクリーム。煮込み料理やデザートに利用される。
- テナガミズテング - 鮮魚は衣揚げなどにし、干物は煮込み料理やピクルスにする。

### パン
- チャパティ (ヒンディー語: चपाती) - 「アーター（ヒンディー語: आटा）」と呼ばれる小麦の全粒粉で作る無発酵の薄焼きパン。茶色く、平たい。北インドでは最もポピュラーな主食である。
- プーリー (ヒンディー語: पूरी) - チャパーティーを油で揚げたもの。揚げたては風船のように大きく膨らんでいる。
- バトゥーラー (ヒンディー語: भटूरा) - 油で揚げる点は上述のプーリーと同じだが、精白した小麦粉から作られ、生地にダヒやバターを練り込み、一定時間寝かせる点が異なる。特に北インドでは、チャナマサラ（パンジャーブ風のヒヨコマメの煮込み）を付け合わせて食べる「チョーレー・バトゥーレー (ヒンディー語: छोले भटूरे)」が朝食用の露天スナックとして人気が高い。
- ナン (ヒンディー語: नान / ウルドゥー語: نان) - 醗酵させた小麦粉の生地を木の葉状に焼いたパン。タンドゥールと呼ばれる窯で焼くのが正式のタンドゥーリー・ナンだが、オーブンで焼くこともある。
- ロティ (ヒンディー語: रोटी) - 広義にはインドのパン類の総称。ただし同じ名称で、地域により様々な種類のパンを指す。中でも多くの場合、ナンと同じ生地を円盤状に焼いたものを言う。
- パラーター (ヒンディー語: पराठा) - チャパーティーの生地をのばし、油を塗り、折り畳むことを繰り返して油を層状に練り込み、薄くのばして焼いたもの。焼く前につぶしたジャガイモやカリフラワーを挟んだり練り込むこともある。パラタ、パロータともいう。

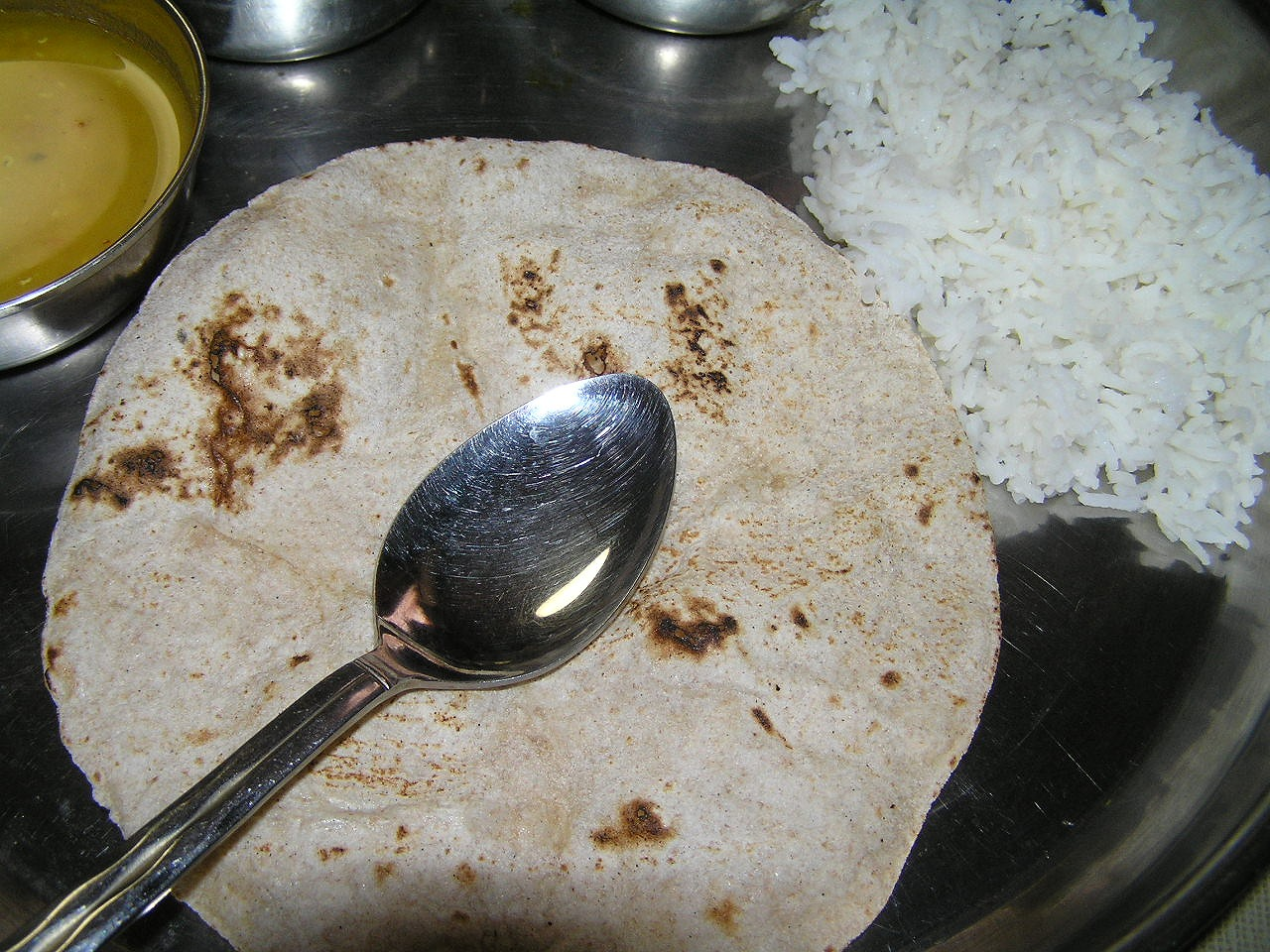
チャパティ（右上はインディカ米）
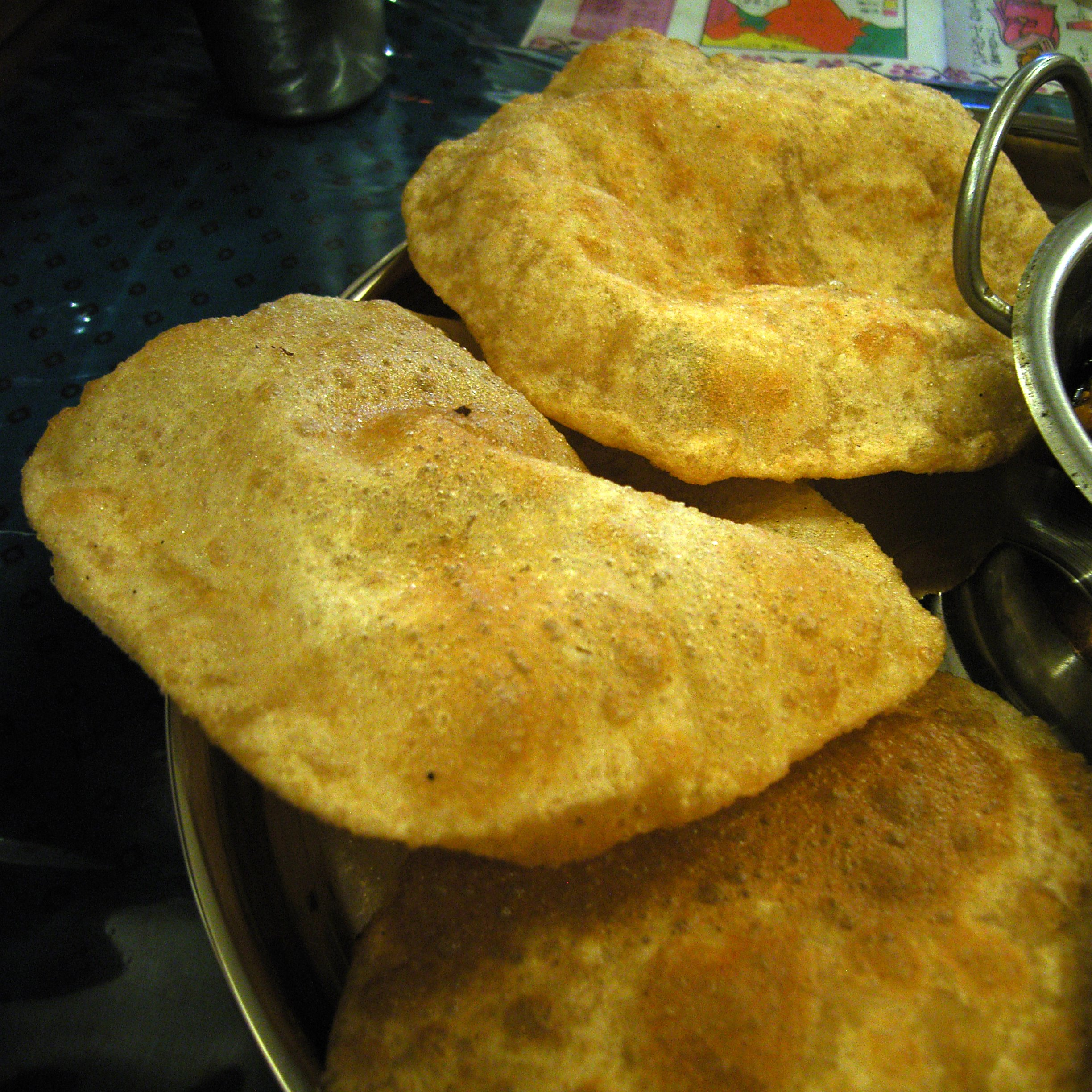
プーリー
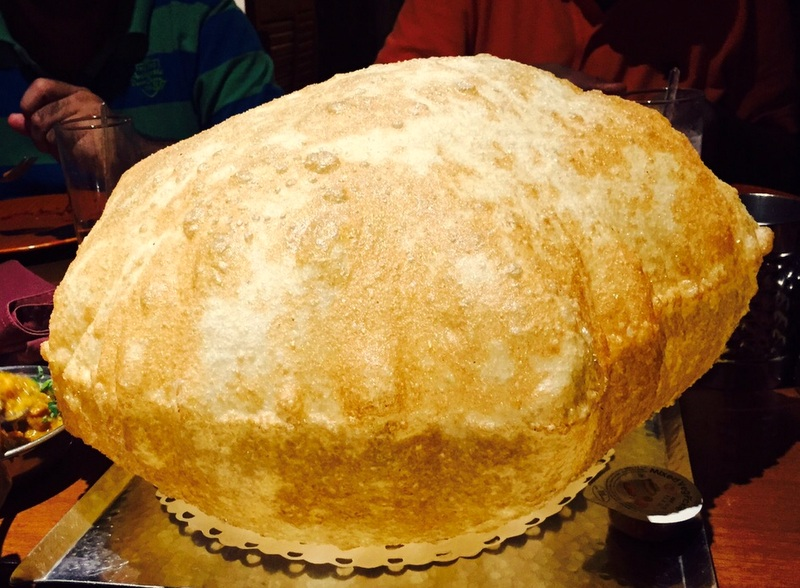
バトゥーラー
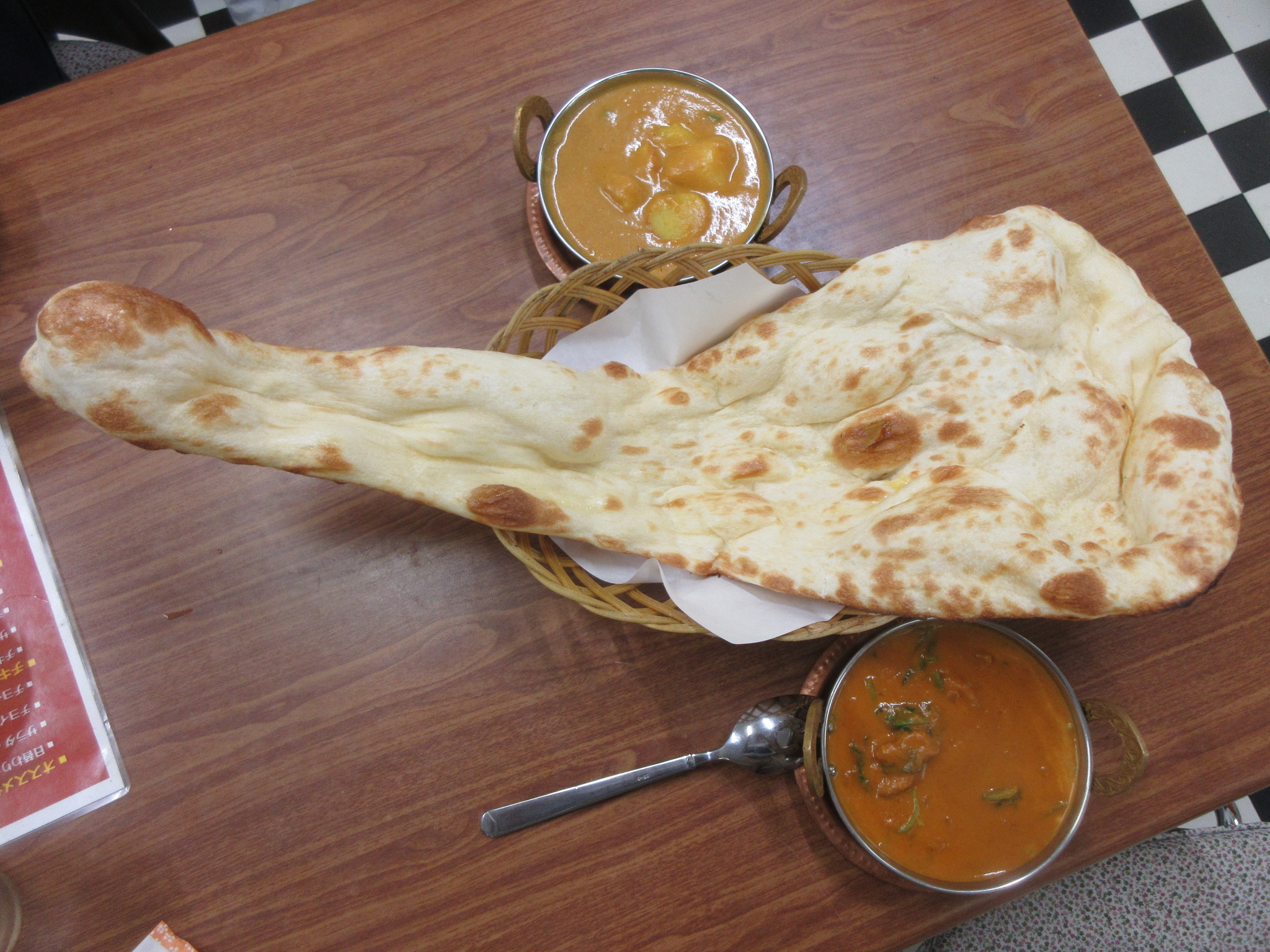
ナンとカレー
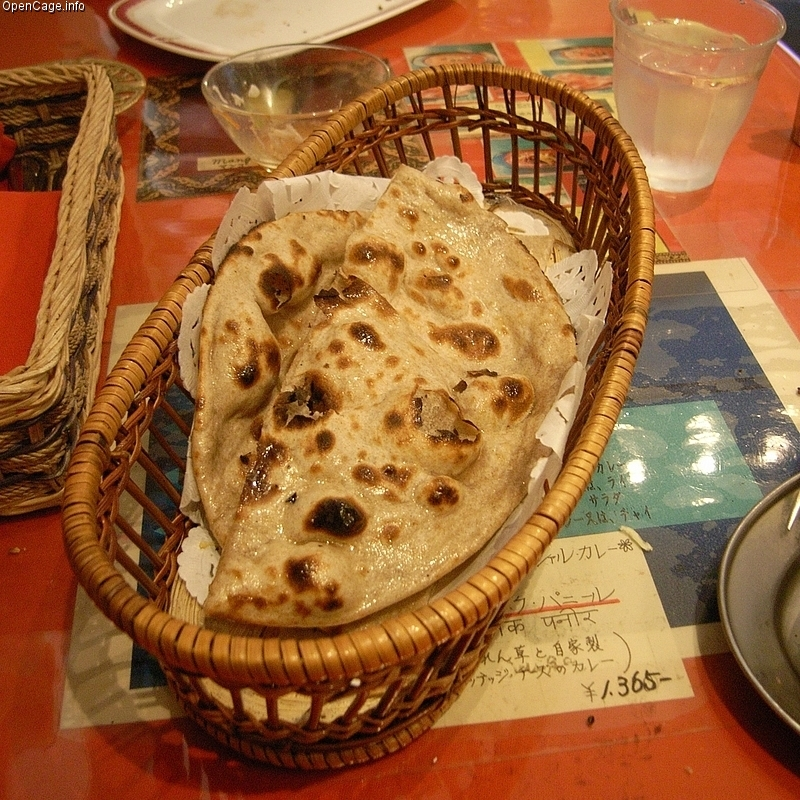
ロティ

### 米料理
- チャーワル (ヒンディー語: चावल) - 白米に塩と油を加えて炊いた飯。もともと粘り気が少ない品種を茹でこぼすので、非常にあっさりしている。
- サフランライス (ヒンディー語: केसरिया चावल) - サフランと共に炊き込み鮮やかな黄色に染めた飯。現地では祝い事の際食される。
- プラーオ (ヒンディー語: पुलाव)  - 味付けをした炊き込みご飯。ピラフと同語源。白米と同様、汁や炒め物と混ぜて食べる。
- ビリヤーニー (ヒンディー語: बिर्यानी / ウルドゥー語: بریانی) - 具の多い炊き込み御飯。汁と混ぜずにこれ単体で食べてもよい。日本の赤飯のように祝いごとの際に食べる料理で、ナッツ、ドライフルーツ、着色料、バラの花弁、ヴァルク (varq, ウルドゥー語: ورق) と呼ばれる可食の金箔や銀箔などで美しく飾りつける。北インドではバースマティー種の米が好んで用いられる。
- イディアーッパ（タミル語: இடியாப்ப‌ம்) - 南インドのライスヌードル。

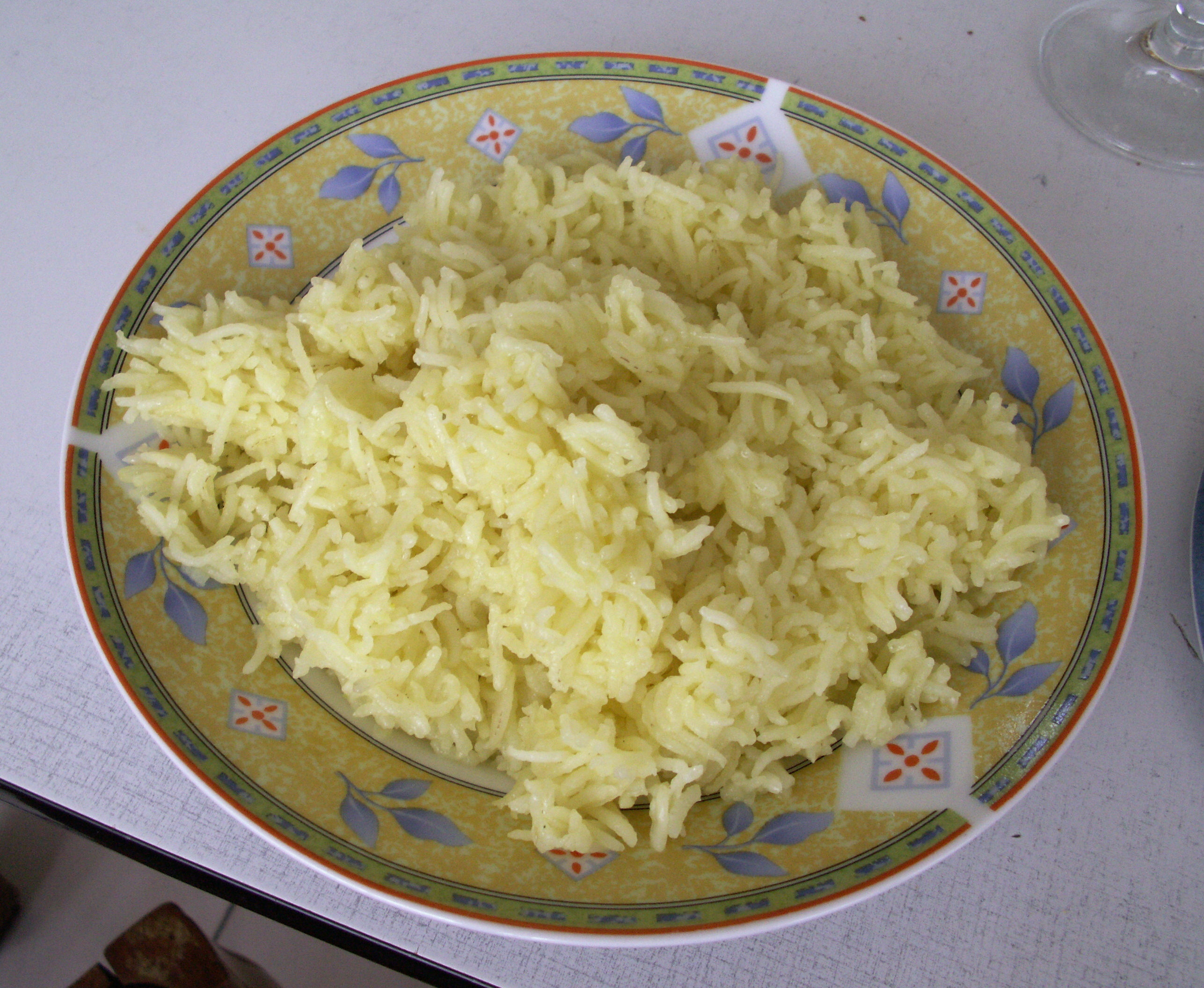
サフランライス
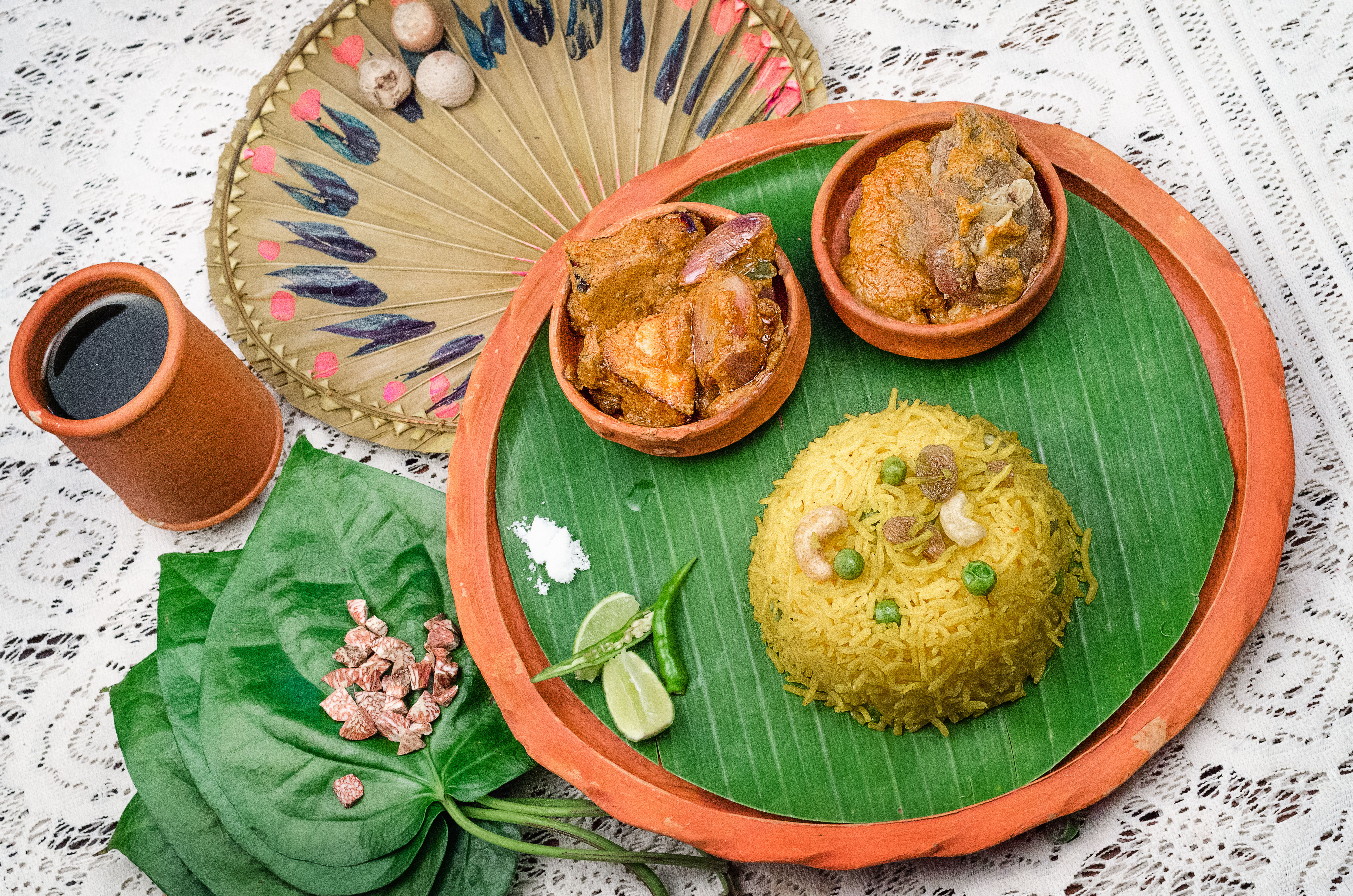
マトンのプラーオ
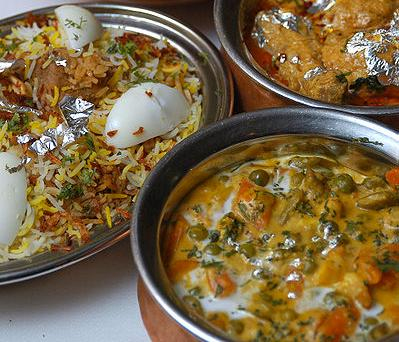
ハイデラバーディー・ビリヤーニー（左）
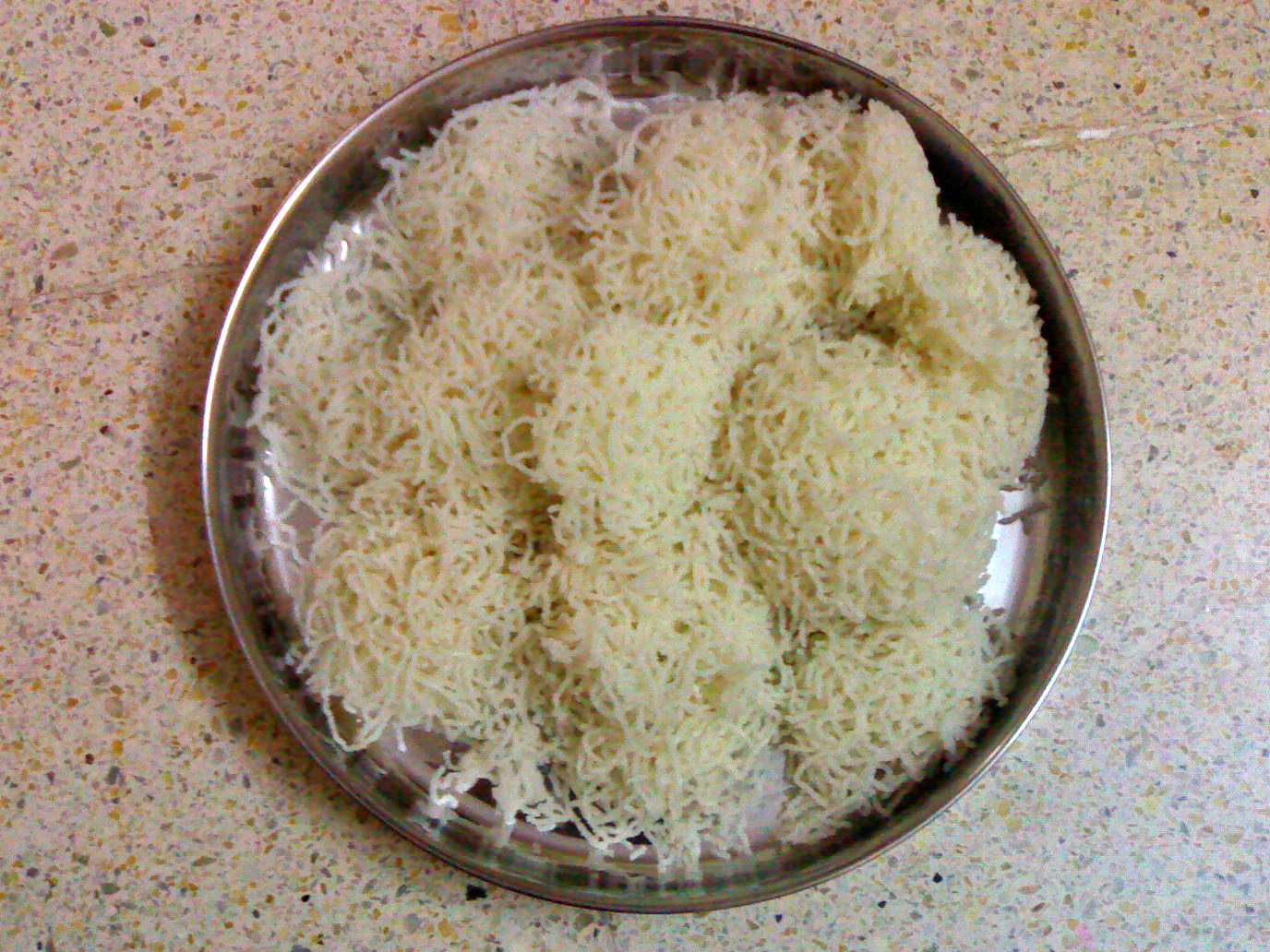
ストリング・ホッパー

### 野菜料理
- アチャール (ヒンディー語: अचार) - 青いマンゴー、ジャックフルーツ、唐辛子、レモンなどを香辛料と油などで漬け込んだピクルス。
- チャトゥニー (ヒンディー語: चटनी) - 果物やハーブ類から作るソース状の調味料。
- サンバール (ヒンディー語: संबार / タミル語: சாம்பார்)  - キマメ (ヒンディー語: मसूल) と各種の野菜を香辛料と一緒に煮込んだもの。南インドでよく食べられる。日本なら味噌汁のようなものにあたる。
- ラッサム (ヒンディー語: रस्सम / タミル語: ரசம்) - 南インドのトマトやタマリンドベースの辛さと酸味の効いたスープ。
- サーグ (ヒンディー語: साग) - ホウレンソウなど青菜を煮込んだ料理。通常ジャガイモやパニール、肉などが入る。
- サブジ (ヒンディー語: सब्ज़ी / ウルドゥー語: سبزی) - 香辛料で香りをつけた油で野菜を蒸し炒めにした料理。
- ダール (ヒンディー語: दाल) - 皮をむいて挽き割った小粒の豆類、およびその煮込み。
- ショルバ (ヒンディー語: शोरबा / ウルドゥー語: شوربہ) - スープ。肉が入ることもある。
- トーレン (マラヤーラム語: തോരൻ) - サッディヤ。ココナッツベースのケララ州の野菜料理。
- ベグニ（ベンガル語: বেগুনী） - ナスにベサン（グラムフラワー）の衣を付け、油で揚げたもの[10]。

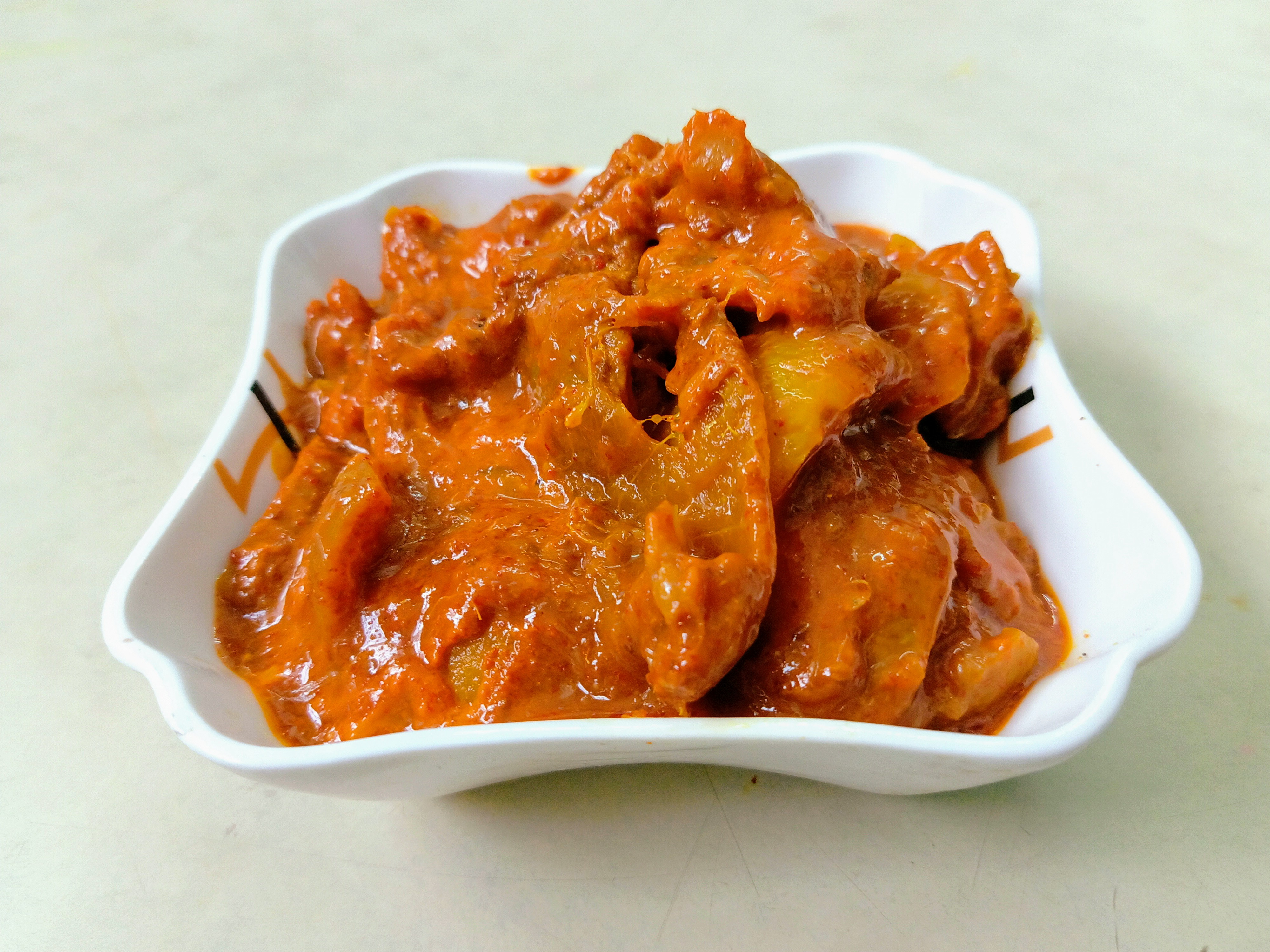
レモンのアチャール
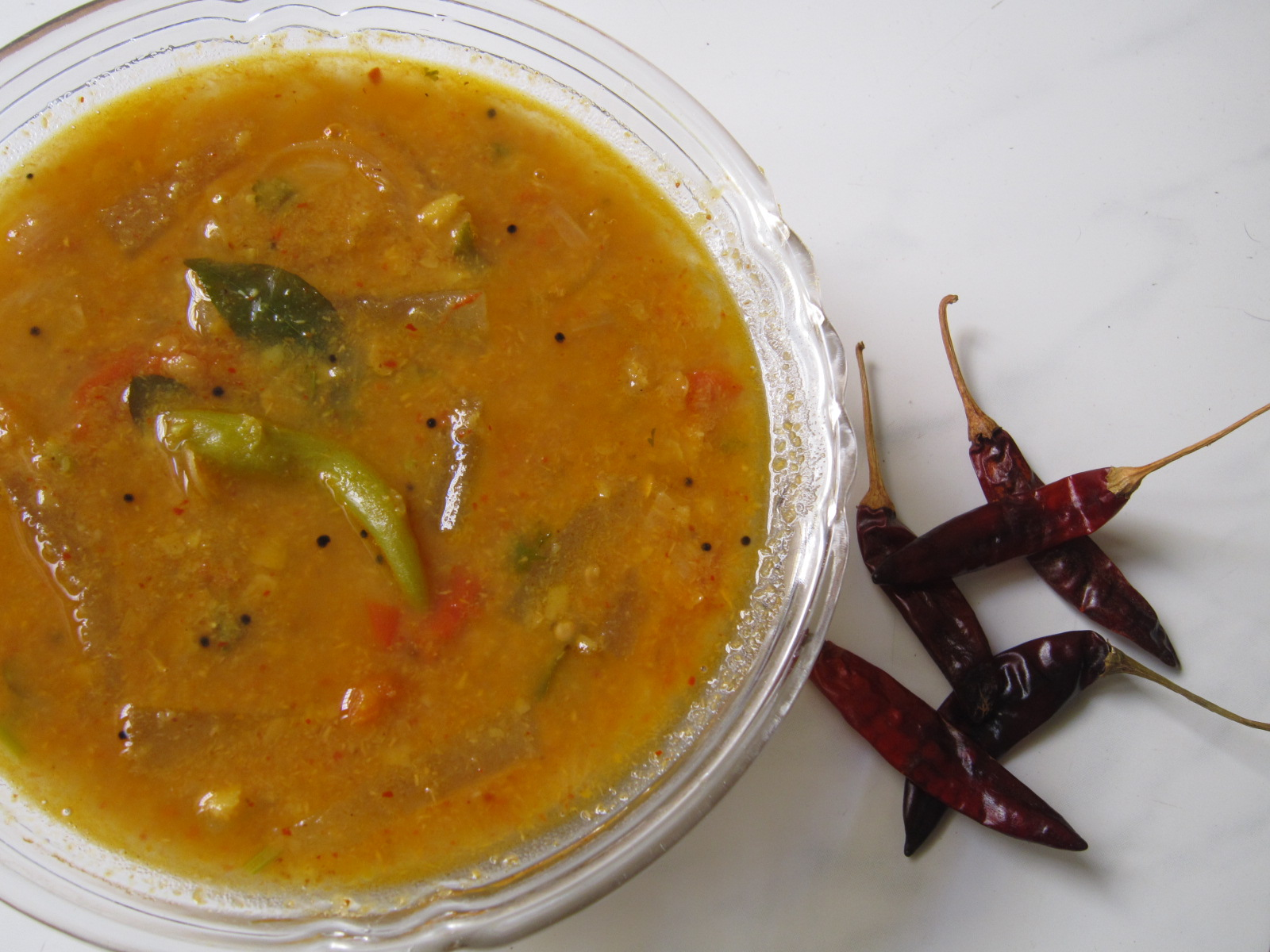
サンバール
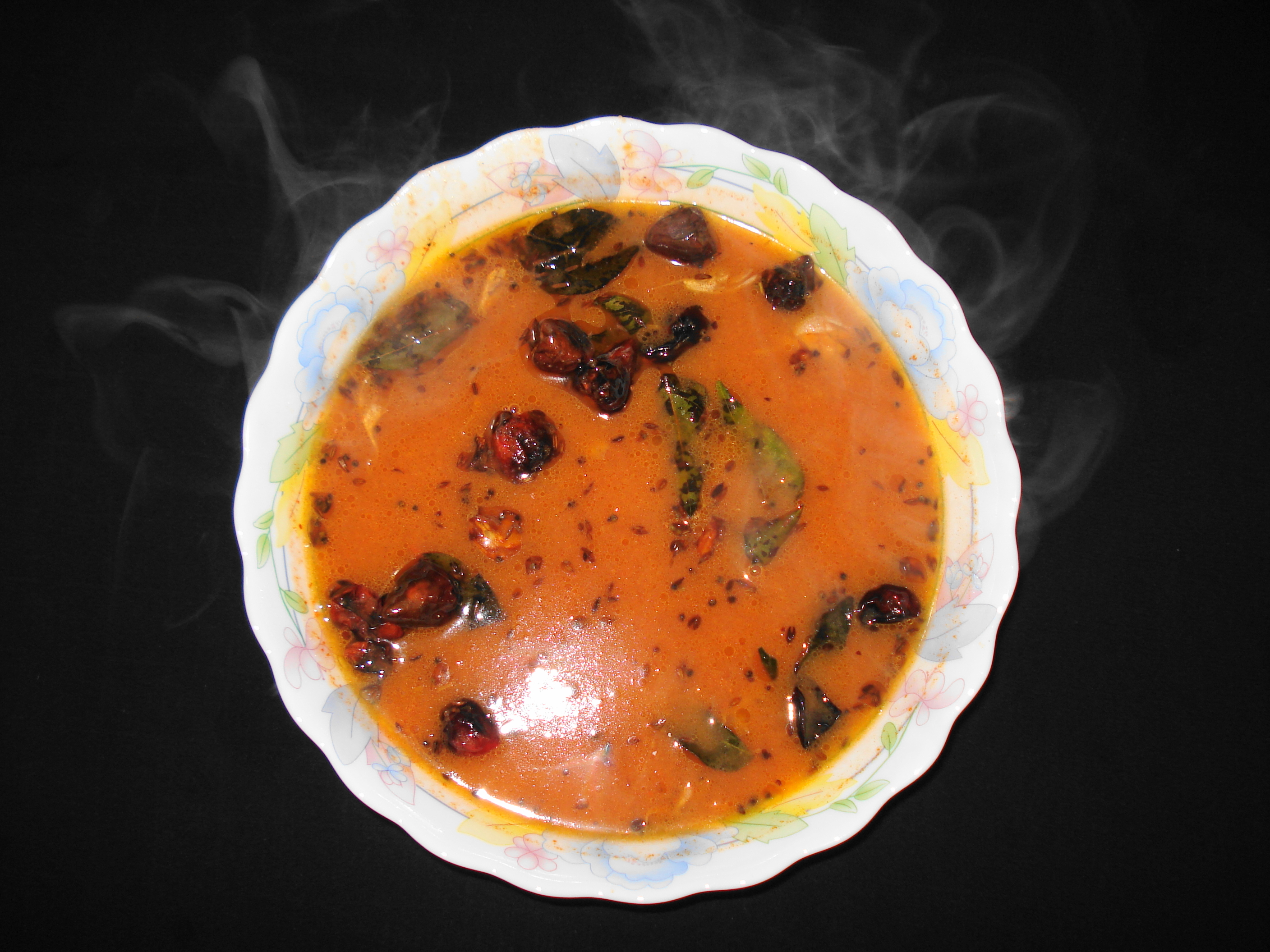
ラッサム
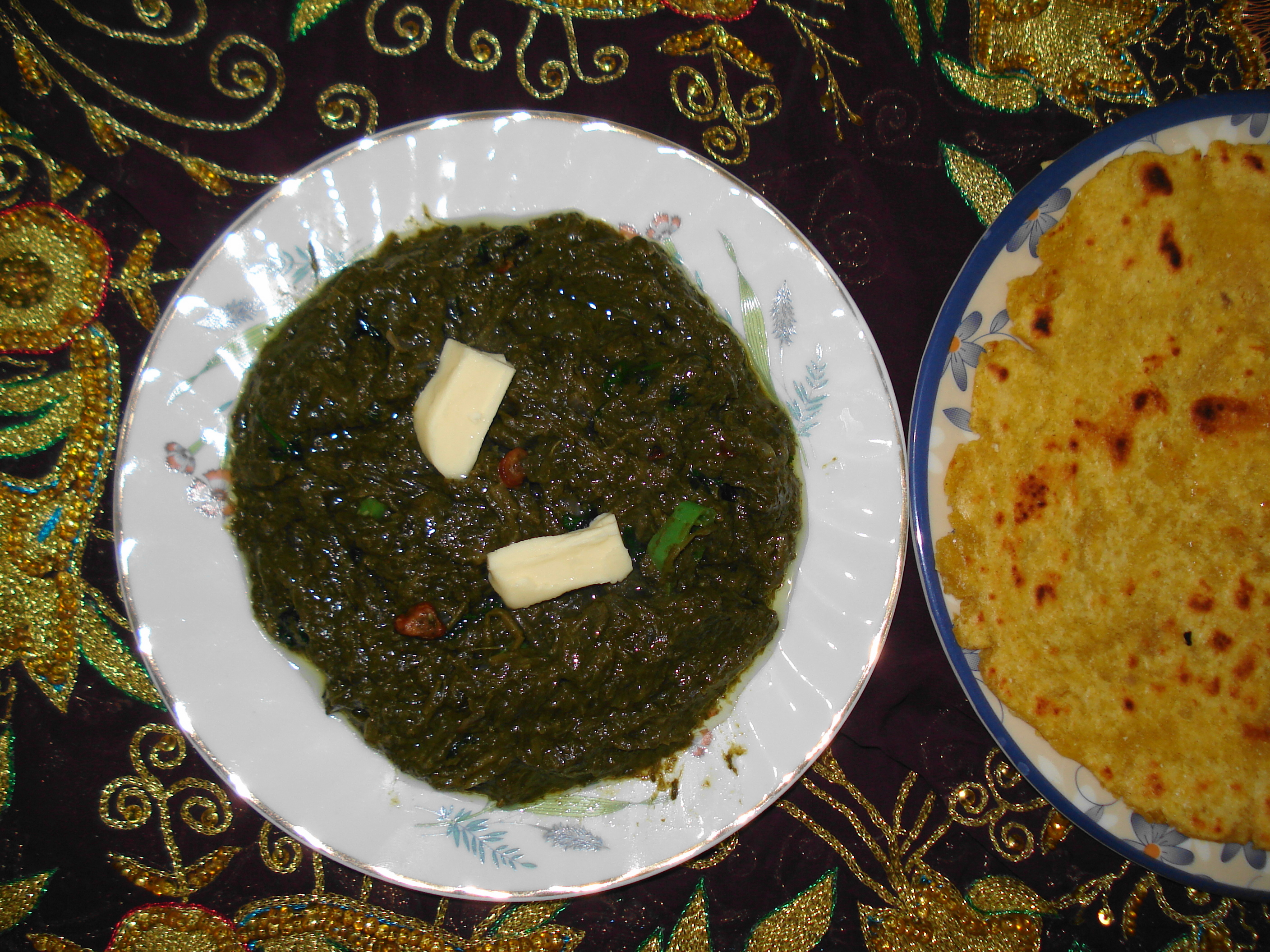
サーグ
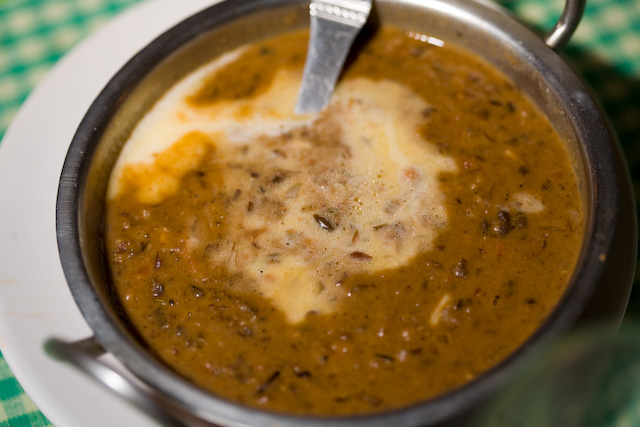
ダール

### 肉料理

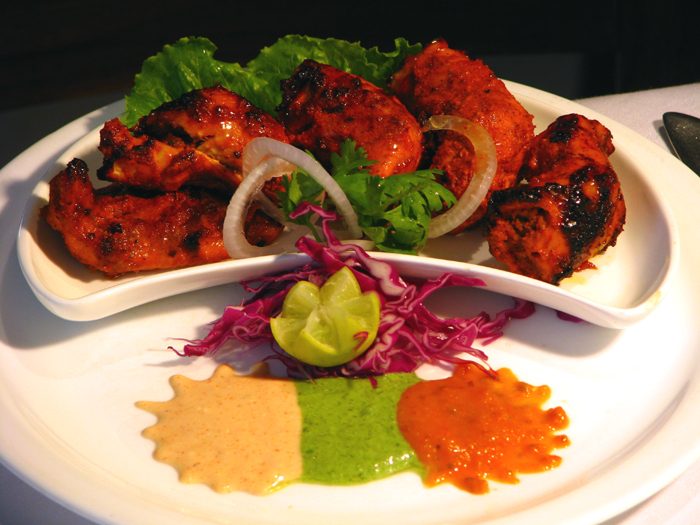
タンドゥーリ・ムルグ、ムンバイ

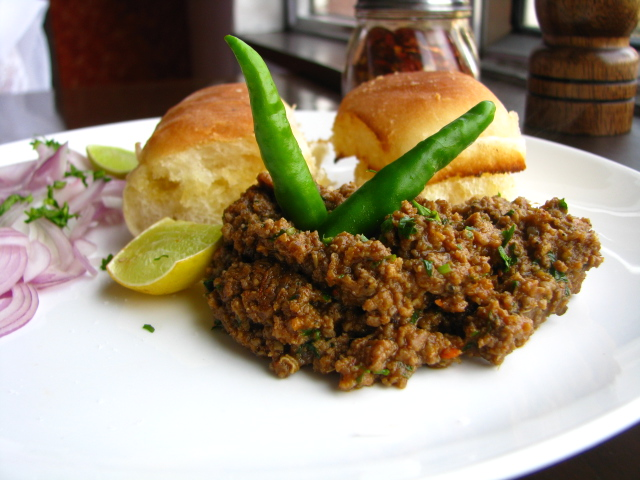
キーマ

- タンドゥーリ・ムルグ (tandūri murgh, ヒンディー語: तंदूरी चिकन / ウルドゥー語: تندوری مرغ) - 骨付きの鶏肉をスパイス、ヨーグルト、塩などでマリネし、タンドゥールで焼いた香ばしい鶏料理。レストランでは、付け合わせに、ミント風味のヨーグルトと玉葱のスライスが出されることが多い。
- ムルグ・ティッカ (मुर्ग़ टिक्का) - 骨なしの鶏肉をマリネし、串に刺してタンドゥールで焼いた料理。これをトマトとクリームをベースにしたソースで煮込んだものがチキンティッカマサラである。
- シーク・カバーブ (ヒンディー語: सीख़ कबाब / ウルドゥー語: سیخ کباب)  - 羊肉や山羊肉の串焼き。
- コフタ （ヒンディー語: कोफ़्ता / ウルドゥー語: کوفتہ）- 香辛料の効いたミートボール。野菜やナッツ、チェーナーなどから作る菜食コフタもある。
- コルマ （ヒンディー語: क़ोरमा / ウルドゥー語: قورمہ）- 肉をクリームとナッツのソースで煮込んだ料理。肉の代わりに野菜を使った菜食コルマもある。カシミール地方では様々な煮込み料理のこと。
- キーマ (ヒンディー語: क़ीमा / ウルドゥー語: قیمہ)  - 挽肉を炒めて煮込んだ料理。
- ハリーム (ウルドゥー語: حلیم)  -  アラブ料理起源の、肉、麦、豆などから作られる煮込み料理。ハイデラバードのハリームが有名。
- Chicken 65 - 南インド発祥の、香辛料のきいた鶏のから揚げ。

### 飲物
- ラッスィー (ヒンディー語: लस्सी) - ダヒ（ヨーグルト）がベースの飲物。
- チャーイ (ヒンディー語: चाय) - 紅茶。狭義にはインド式に茶葉を煮出して作る甘いミルクティー。しかし高級な店やホテルではイギリス式に供されることも多い。マサーラー・チャーイは基本のチャーイに香辛料を加えたもの。
- インディアンコーヒー - 南方で好まれるインド風のカフェオレ。チャーイと同様に香辛料を加えて飲むこともある。

ワインについては「インドワイン」、インド国内におけるビール全般については「インドのビール」を参照。

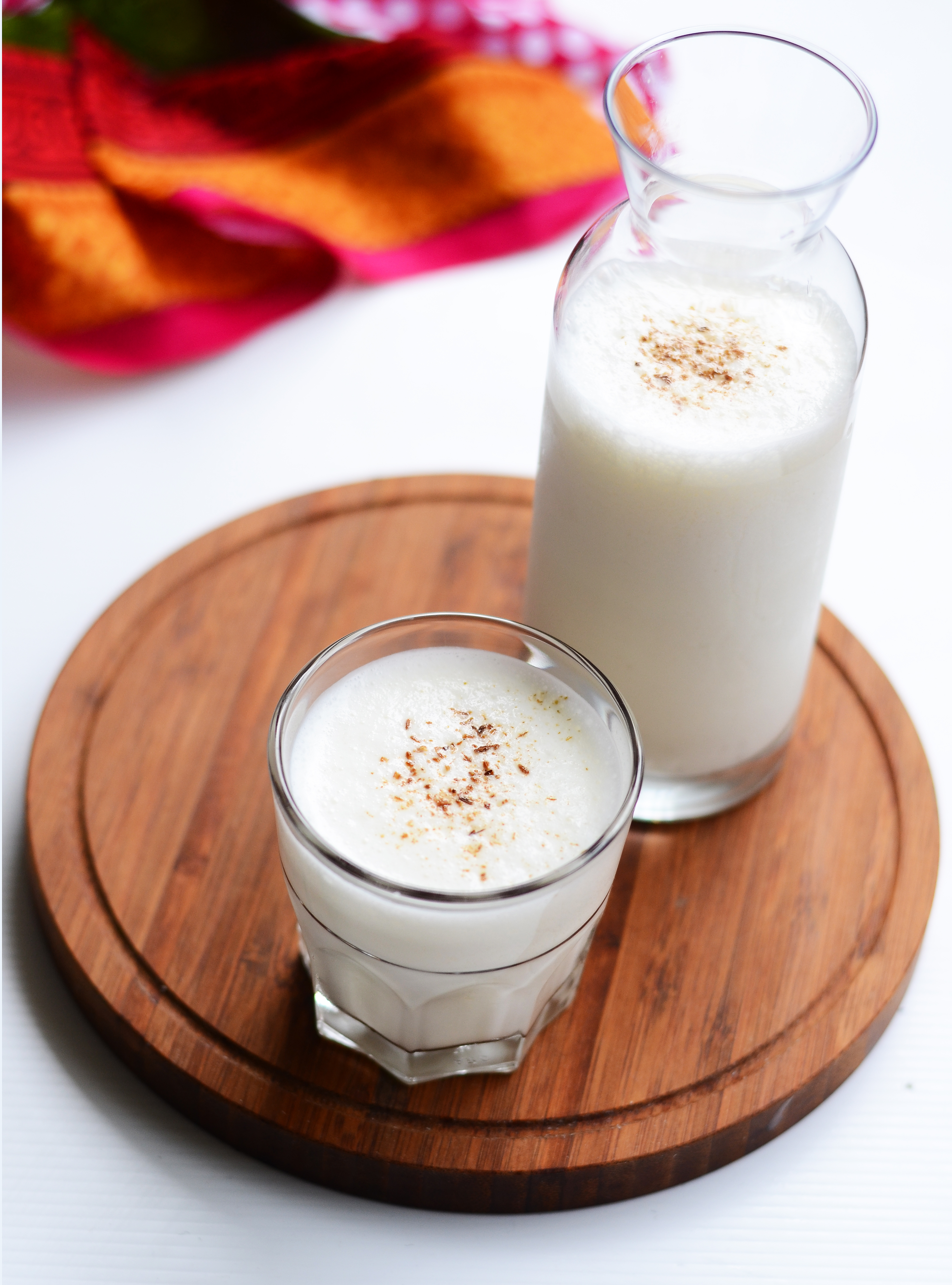
ラッシー
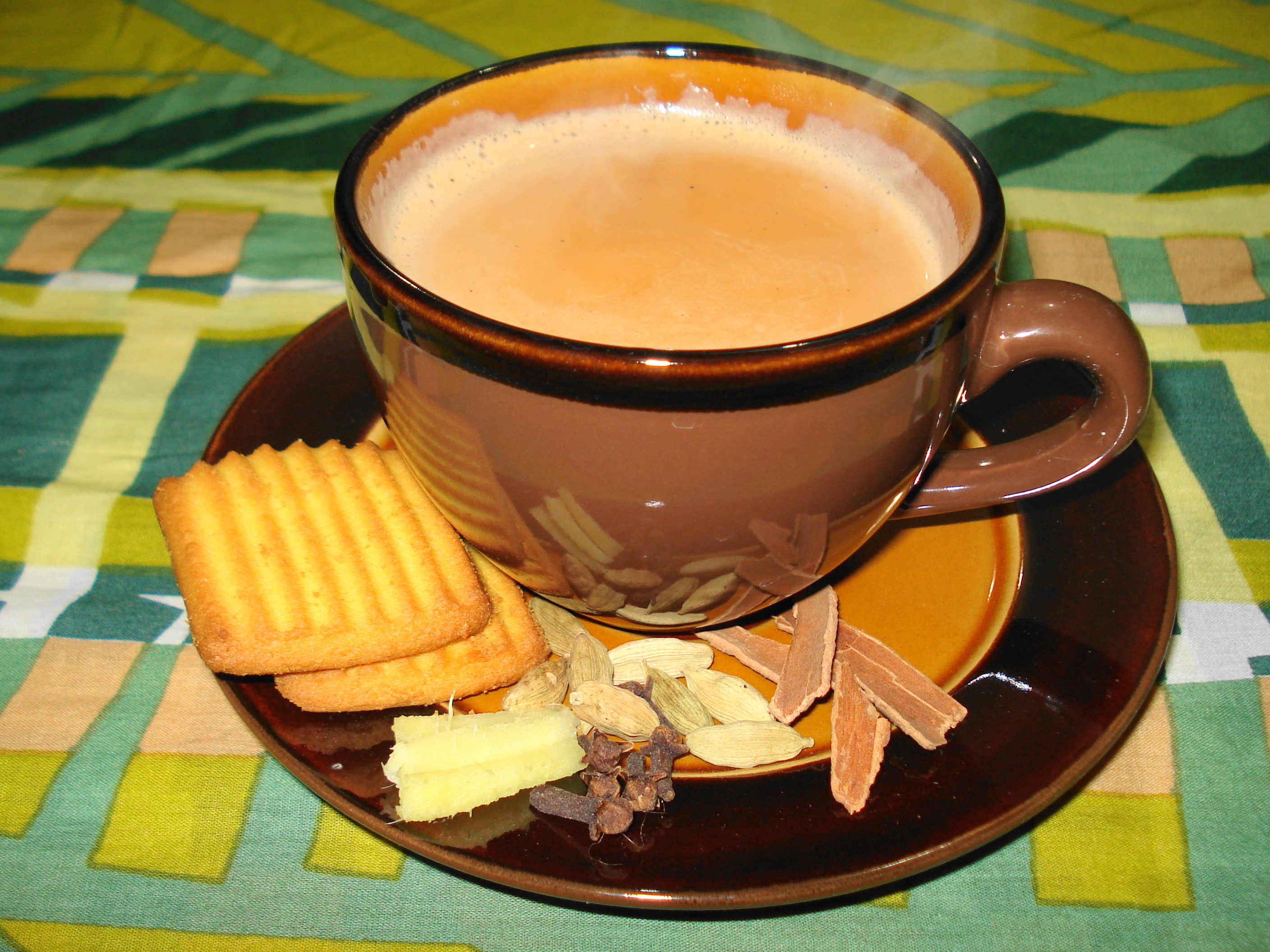
チャイ
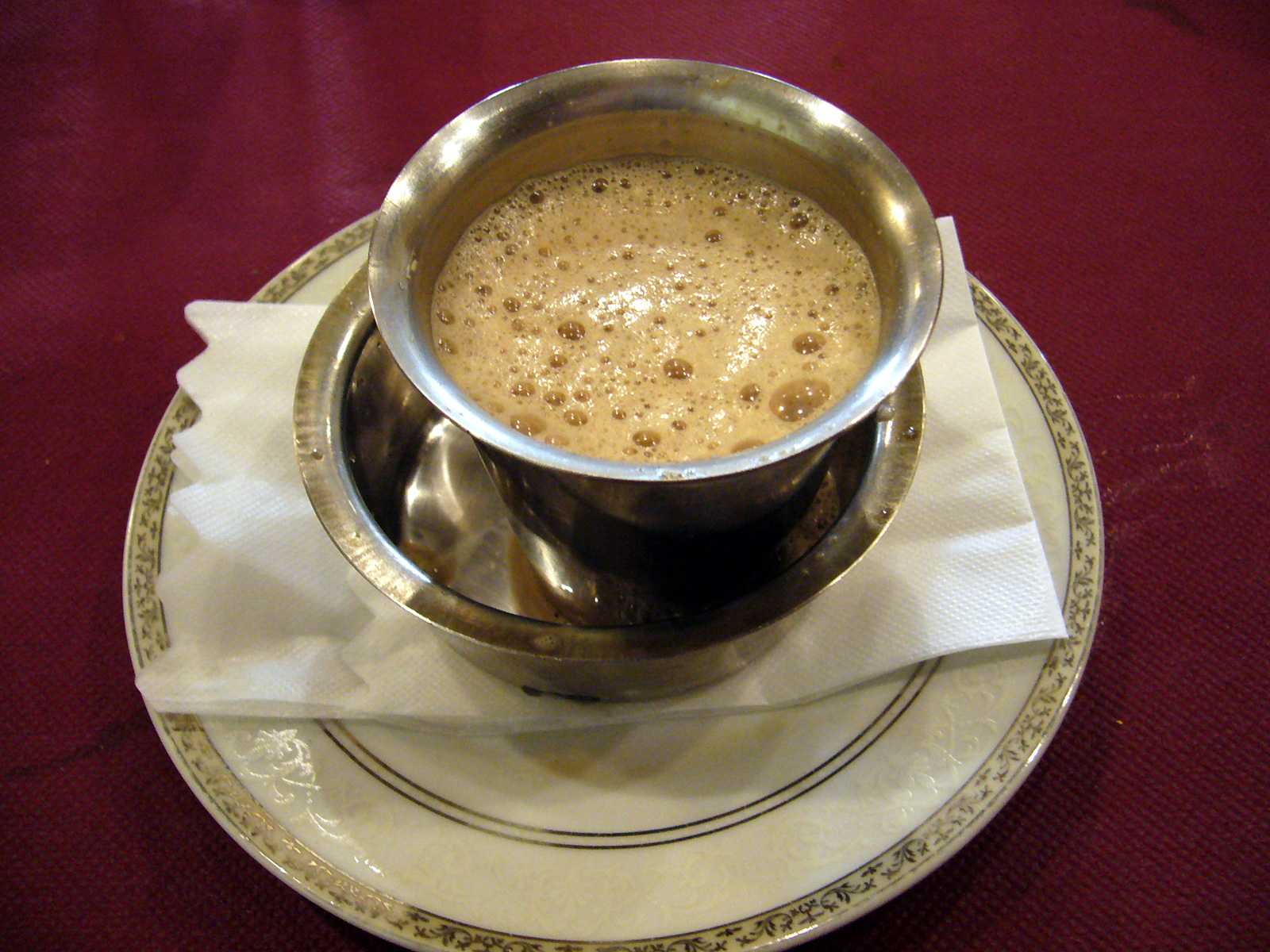
インディアンコーヒー

### スナック（北インド）
- サモサ (ヒンディー語: समोसा) - 野菜の炒め煮を小麦粉の皮で三角形に包み、揚げたもの。
- パコラ (ヒンディー語: पकोड़ा) - ベーサンを水で溶いて香辛料と塩で味をつけた衣を具にからめて揚げた天ぷら風の料理。具材に使われるのは野菜が主で、かきあげ状のこともある。
- パーニープーリー (ヒンディー語: पानीपूरी、Panipuri) - 一口大のプーリーに穴を開け、中に味をつけたヒヨコマメやジャガイモ、スープを入れて食べるおやつ。
- キール (ヒンディー語: खीर、Panipuri) - インド亜大陸発祥のライスプディング。
- アルチャット (ヒンディー語: आलू चाट、Alu chat)- ジャガイモを油で揚げ、香辛料とチャツネを加えて調理したもの。

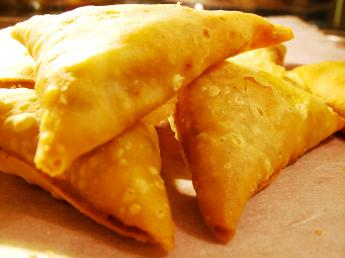
サモサ
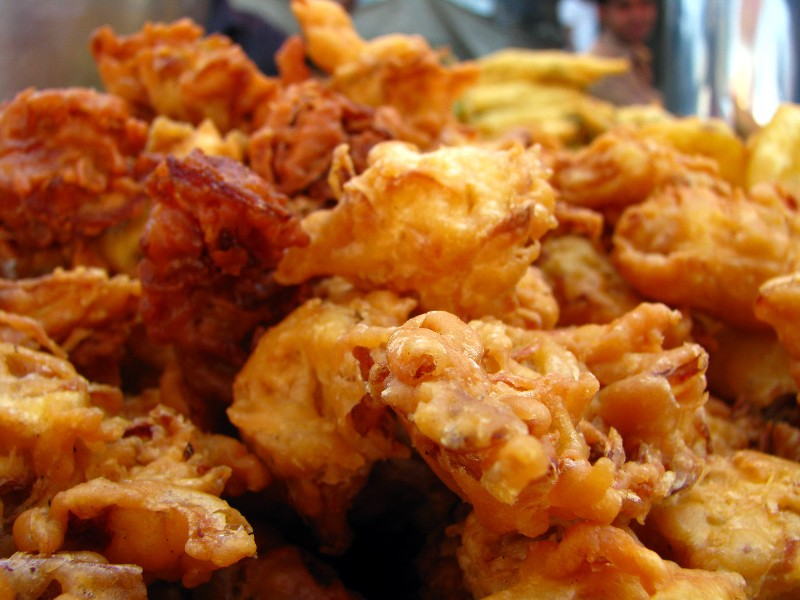
パコラ
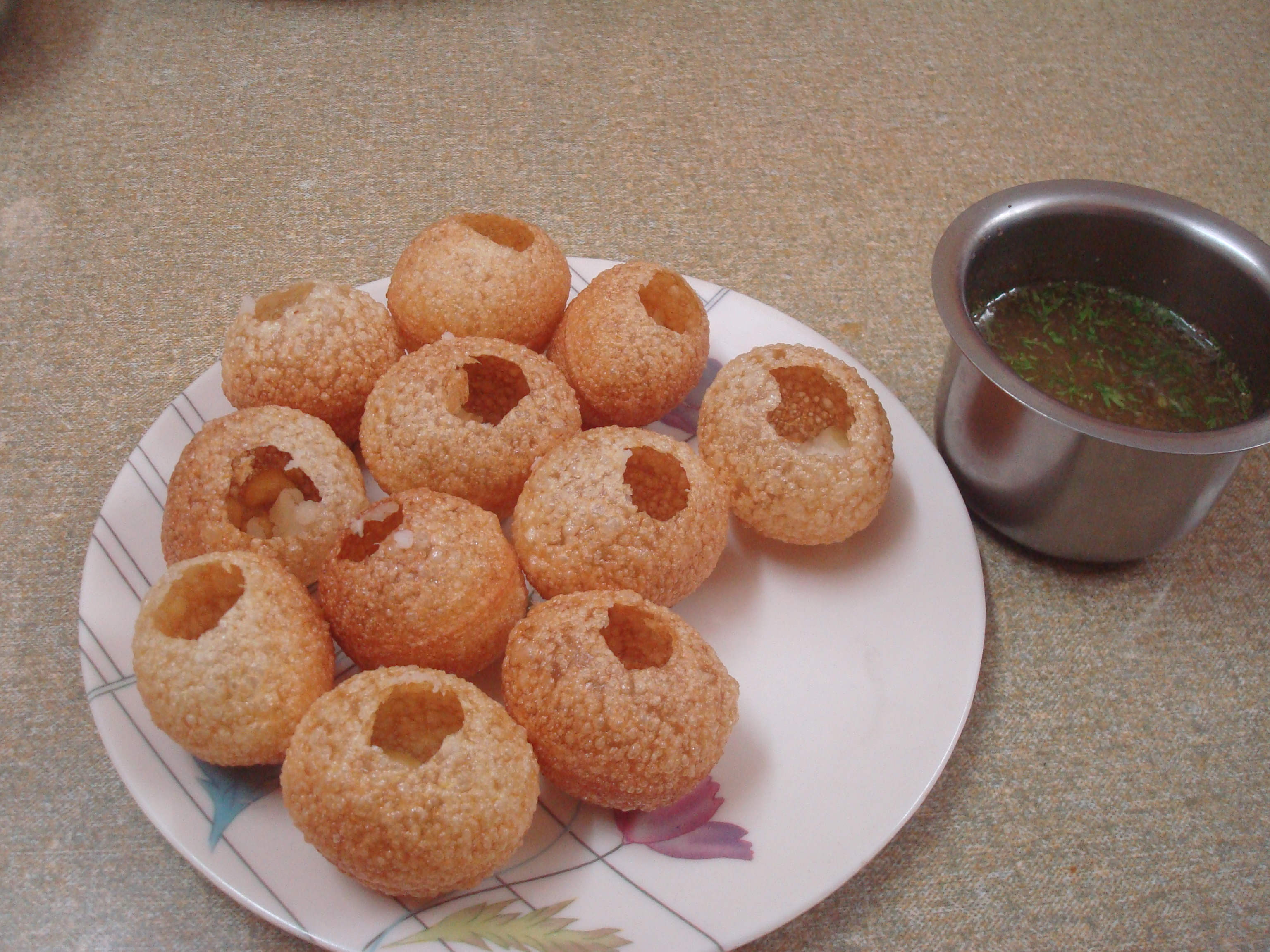
パーニープーリー
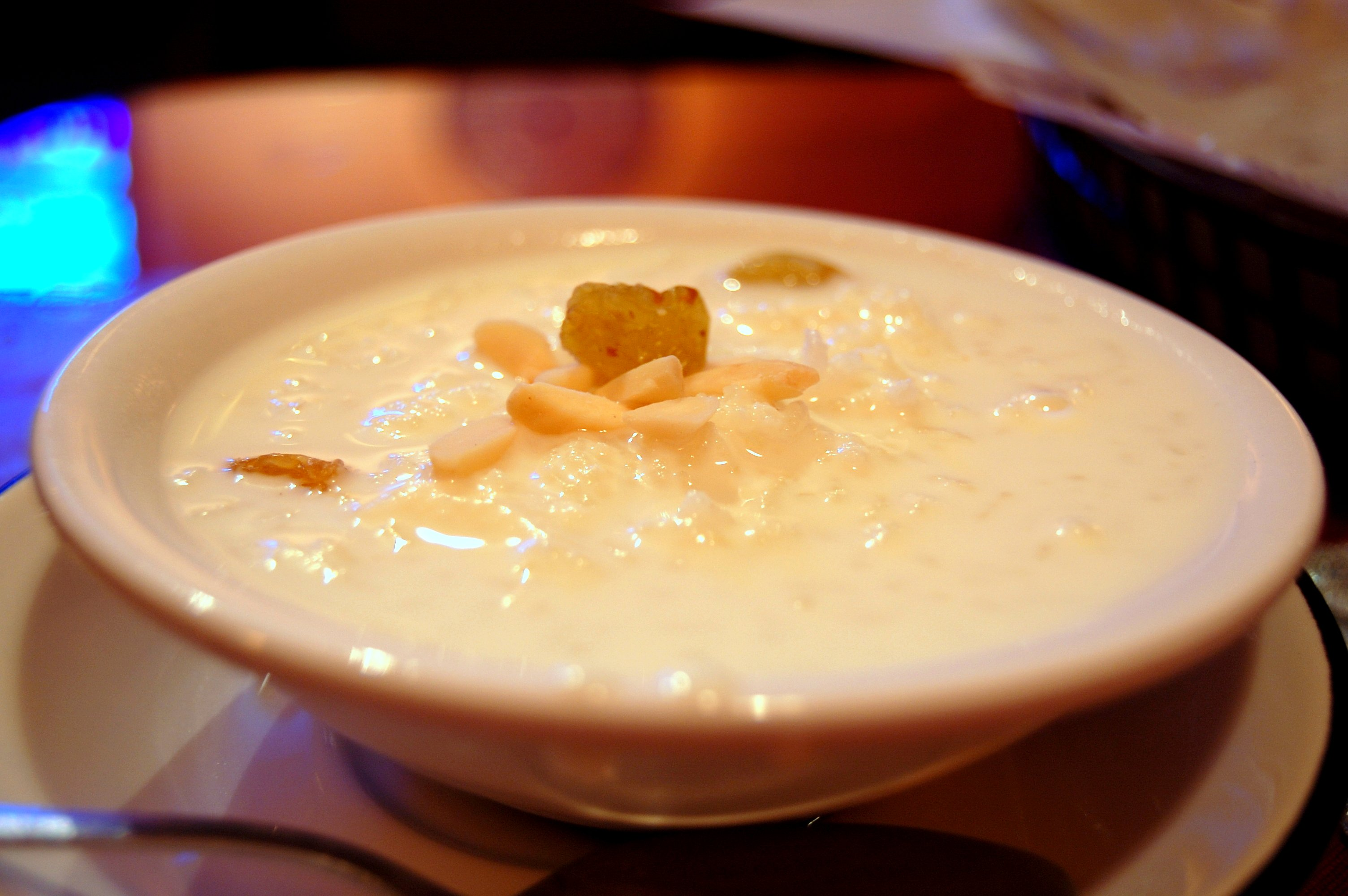
キール

### スナック（南インド）
- ドーサ (ヒンディー語: डोसा / タミル語: தோசை) - ケツルアズキと米を水に浸けて挽いたものを半日程度醗酵させ、鉄板でクレープ状に薄く焼いたもの。穏やかな酸味がある。野菜のスパイス炒めを中に巻いたものはマサラ・ドーサと呼ばれる。
- イドゥリー (ヒンディー語: इडली / タミル語: இட்லி) - ドーサと同じ生地で作った凸レンズ型の蒸しパン。
- パーパド (ヒンディー語: पापड़) - レンズ豆、ベーサン、ケツルアズキや米粉で作った薄いクラッカー状の食品。北インドでもよく食べられている。
- アーッパ（タミル語: அப்பம்）- 米粉とココナッツミルクから作るクレープ状の料理。
- モーダカ（マラーティー語: मोदक）- 西インド・南インドで作られる伝統的な菓子。

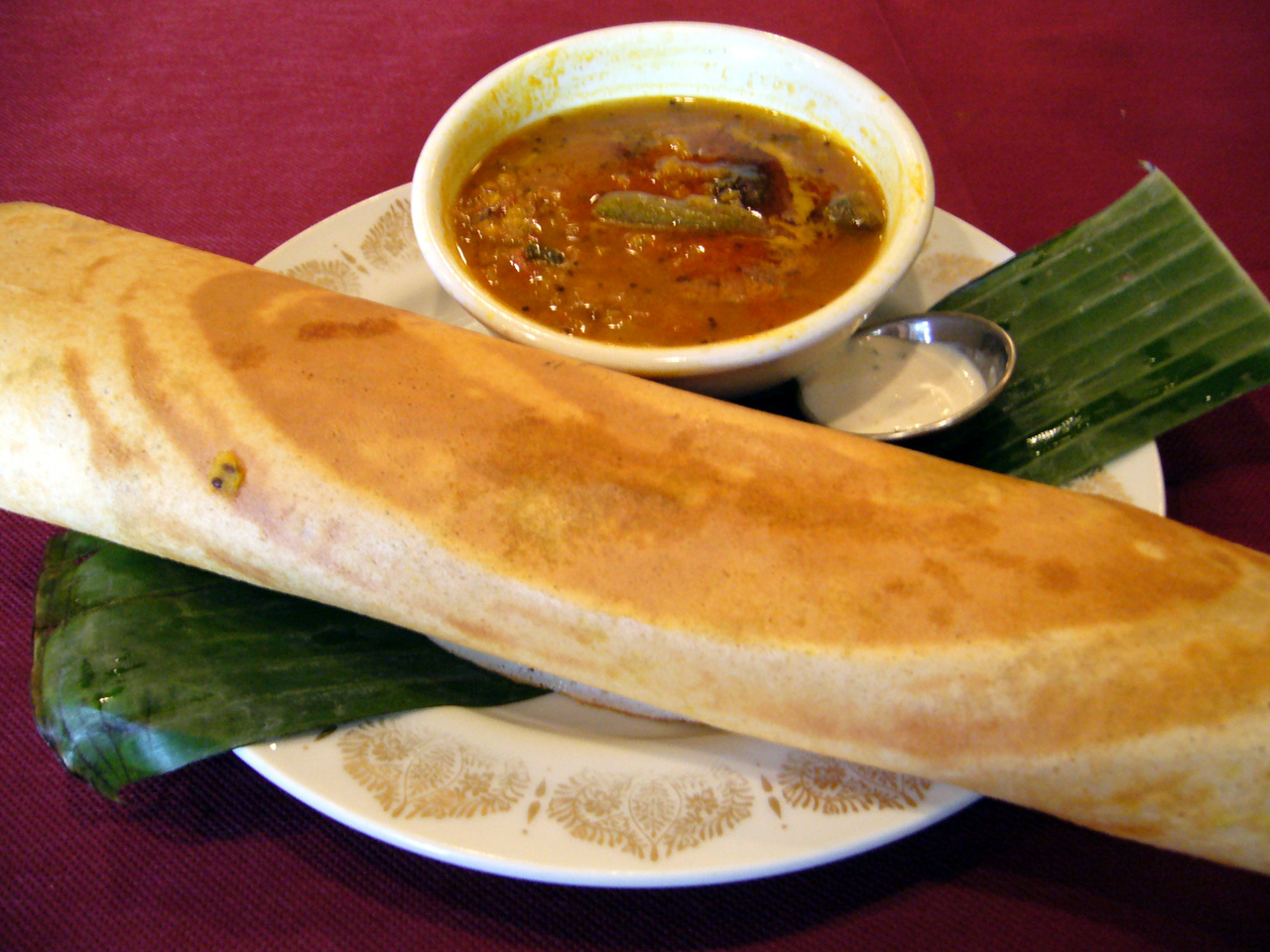
南インドの代表的な軽食・ドーサ。奥はサンバール。
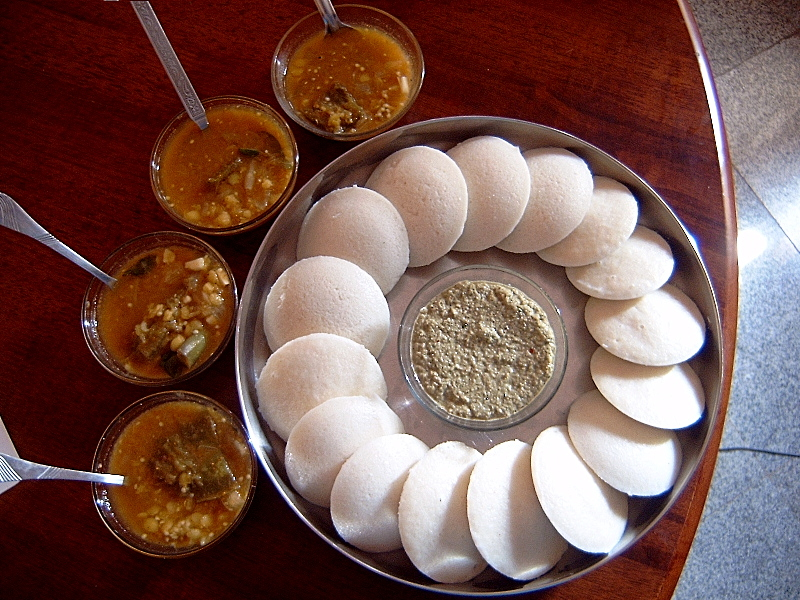
イドゥリとサンバール
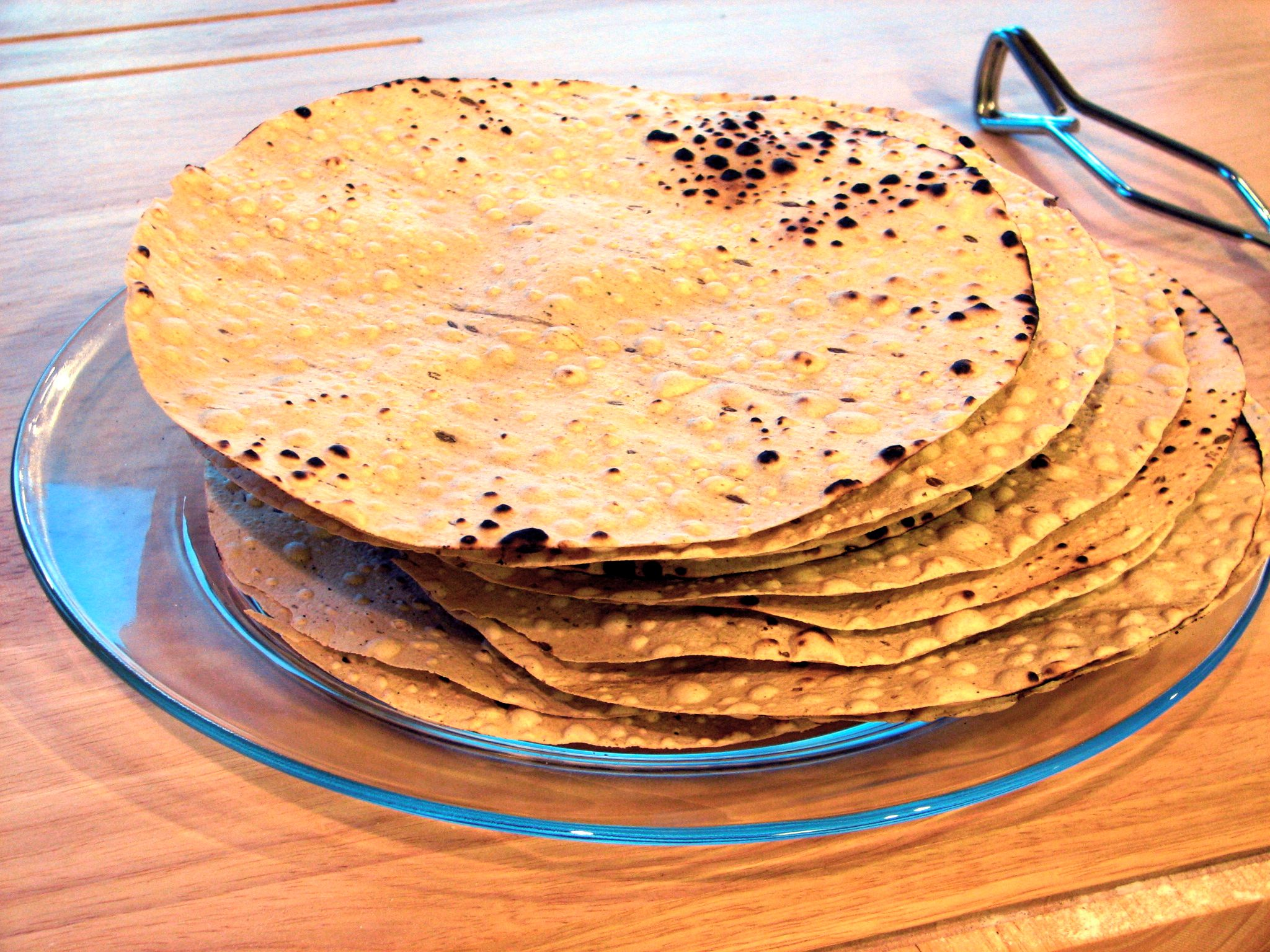
パーパド
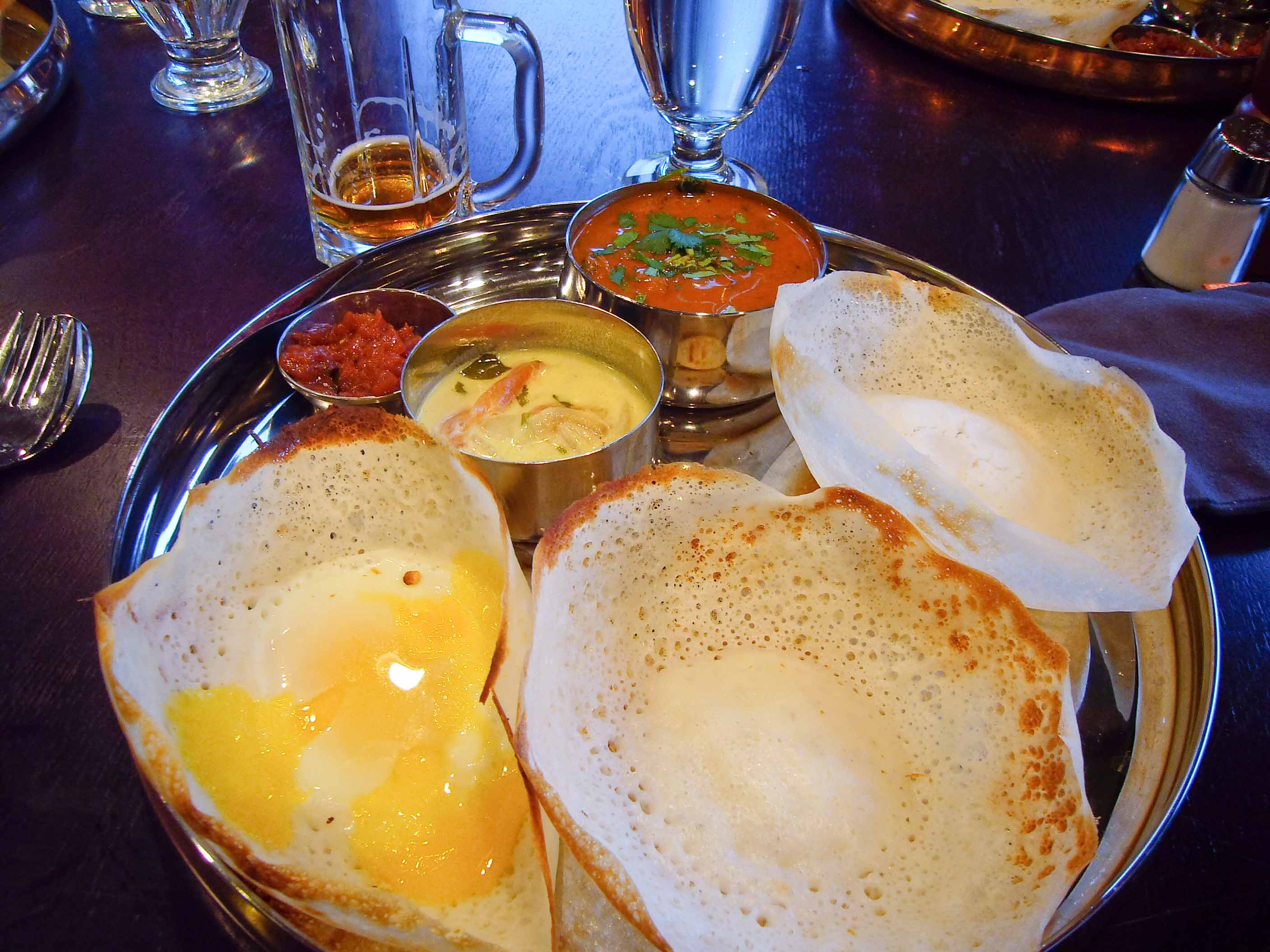
アーッパとエッグホッパー
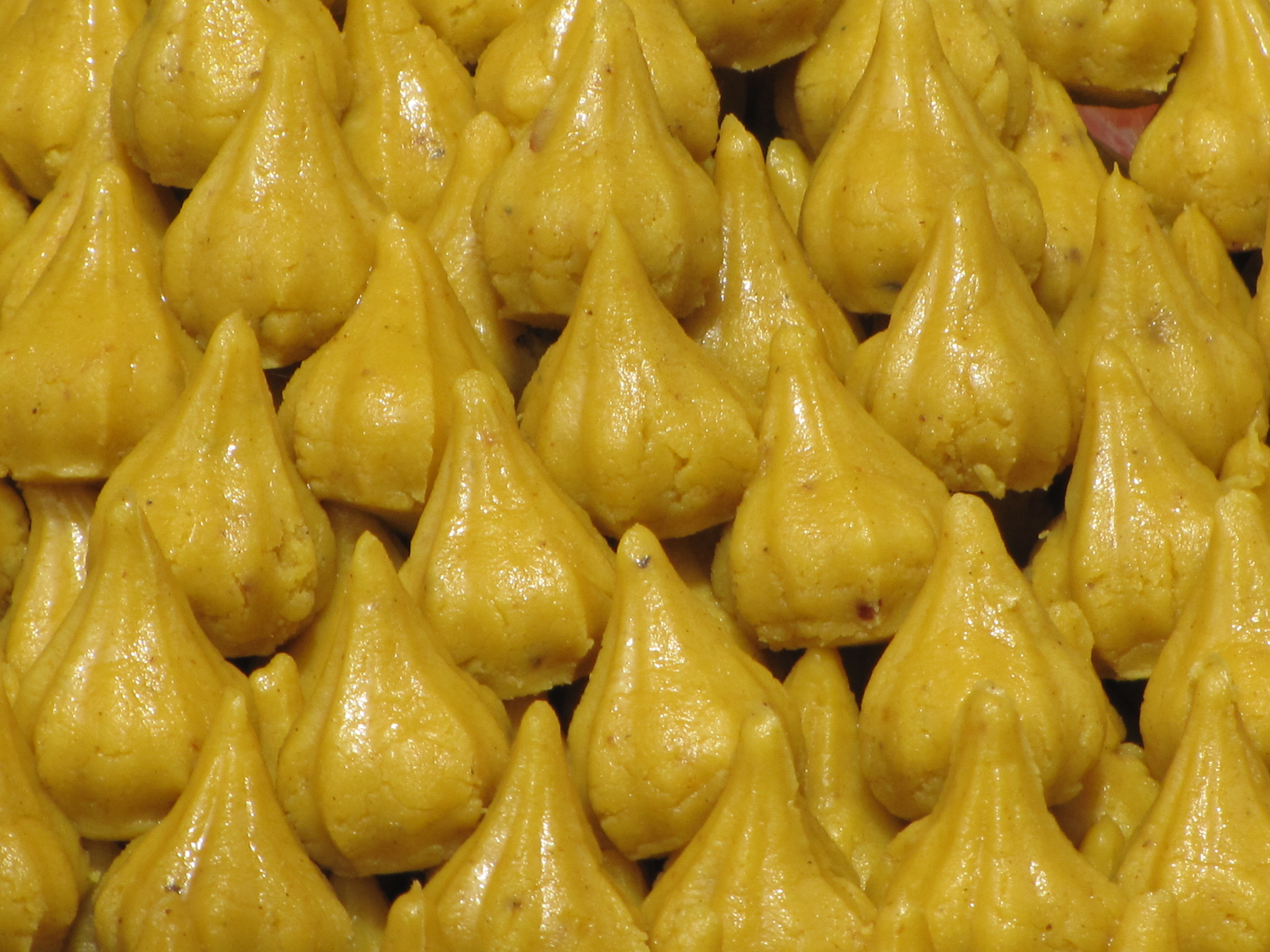
モーダカ

### インドの中華料理
インドの中華料理はコルカタに住む中国人によって紹介されたのが始まりといわれる。インドでの中華料理の人気は高く、特に大都市でよく普及している。クミンやコリアンダー、ターメリックなどでインド人好みの味付けがされており、豚肉や牛肉はほとんど使われず、逆にパニールなどインド料理の食材が用いられる例がある。インドの中華料理店では炒飯や炒麺、春巻き、チャプスイ、酢鶏、モモなどが食べられる。ドーサに炒麺など中華料理をはさむ例も見られる。

### 菓子

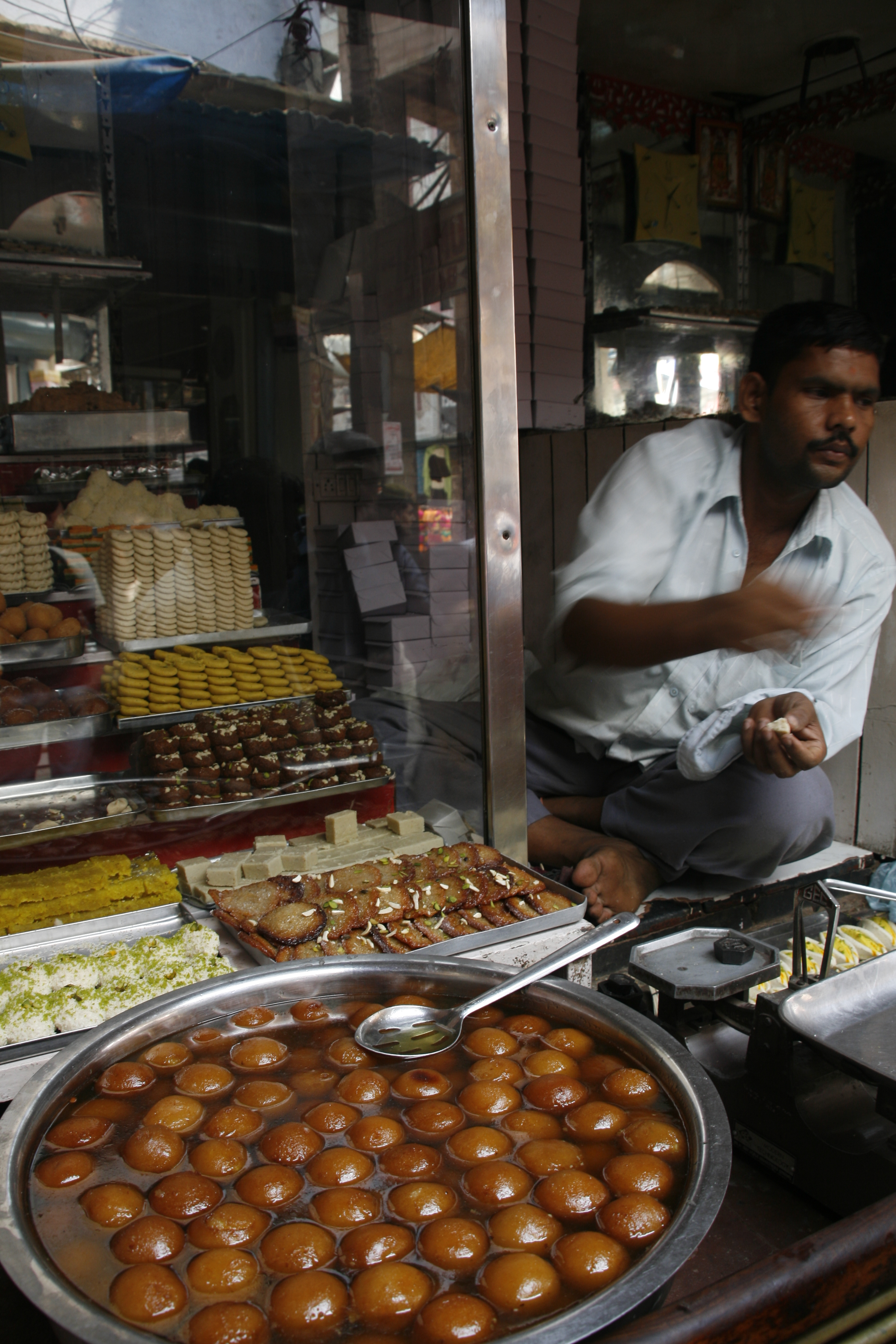
ワーラーナシーのグラブ・ジャムンを売る菓子店

- ソアン・パプディ (ヒンディー語: सोहन पापड़ी、Sohan papdi) - 砂糖、ヒヨコマメの粉、ギー、ミルク、カルダモンから作る四角い形をした綿菓子のような砂糖菓子。上にピスタチオやアーモンドを飾り付ける
- グラブ・ジャムン (ヒンディー語: गुलाब जामुन、Gulab jamun) - 北インドで一般的なシロップ漬けの揚げ菓子。砂糖とコアを練り合わせた団子を揚げ、カルダモンとサフランで香りづけした甘いシロップに浸け込んだもの
- ハルワー (ヒンディー語: हलवा、Halva) - 主に北インドや東インドで見られるプディング状の菓子。素材はセモリナやニンジンが一般的
- キール (ヒンディー語: खीर、Kheer) - 北インドのライスプディング
- ベビンカ (Bebinca) - 小麦粉、砂糖、ギーとココナッツミルクから作るゴアのプディング
- モーダカ - 西インドと南インドで好まれるダンプリング。おろしたココナッツとジャガリー（英語: jaggery／ヒンディー語: गुड़ グル、黒砂糖の一種）を混ぜ合わせて米粉の生地で包み、蒸すか揚げたもの。別名モーダク（マラーティー語: मोदक）、コラッカッタイ（タミル語: கொழுக்கட்டை）、クドゥム（テルグ語: కుడుము）など。
- ジャレビ (ヒンディー語: जलेबी／ウルドゥー語: جلیبی) - 小麦粉と水で作った生地を揚げ油に絞り出して揚げ、シロップに浸けた菓子。

## 世界の料理への影響
インド系移民と在外インド人の活動の結果として、インド料理は世界各地に定着している。特にイギリスや旧イギリス領のマレーシア、シンガポール、フィジー、ペルシア湾岸、ケニア、南アフリカ、トリニダード・トバゴ、ガイアナなどでは、インド料理が地元の食文化に溶け込んでいる。一例を挙げると、チキンティッカマサラはイギリス生まれのインド料理で、イギリスの国民食の1つと呼ばれている。ゴア料理はポルトガルとその植民地に伝播し、マカオ料理などに影響を与えた。また、カレー粉の普及により世界各地にカレー料理が生まれている。インドを発祥とするムルタバは、貿易を通して東南アジアに伝わり、現在では同地域やアラビア半島で食べられている。
日本では、中村屋のボースやイギリス海軍の影響になどにより、学校給食でカレーが取り入れられるなど、ラーメンと並びカレーライスが国民食となっている。全国各地では、その土地ならではの味付けや食材、コンセプトを用いた「ご当地カレー」も登場しており、日本独自の食文化となりつつある。
同じ南アジアであるネパール料理やスリランカ料理やモルディブ料理、かつてイギリス領インド帝国だったパキスタン料理、バングラデシュ料理でもスパイスを大量に使ったカレー状の料理が見られる。

### 日本のインド料理店
日本では、大都会に伝統的な比較的高級なインド料理店がある一方、2010年代以降、各地に大衆向けのインド料理店が急増している。こうした店のなかには出稼ぎまたは定住したネパール人が経営・料理・サービスに従事していることが少なくない。

## インド料理研究家
- レヌ・アロラ
- 香取薫
- クマール・ニティ
- ハリ・オム
- ミラ・メータ
- 渡辺玲
- マドゥル・ジャーフリー
- 辛島昇
- ナイル善己